# Rovarhotel

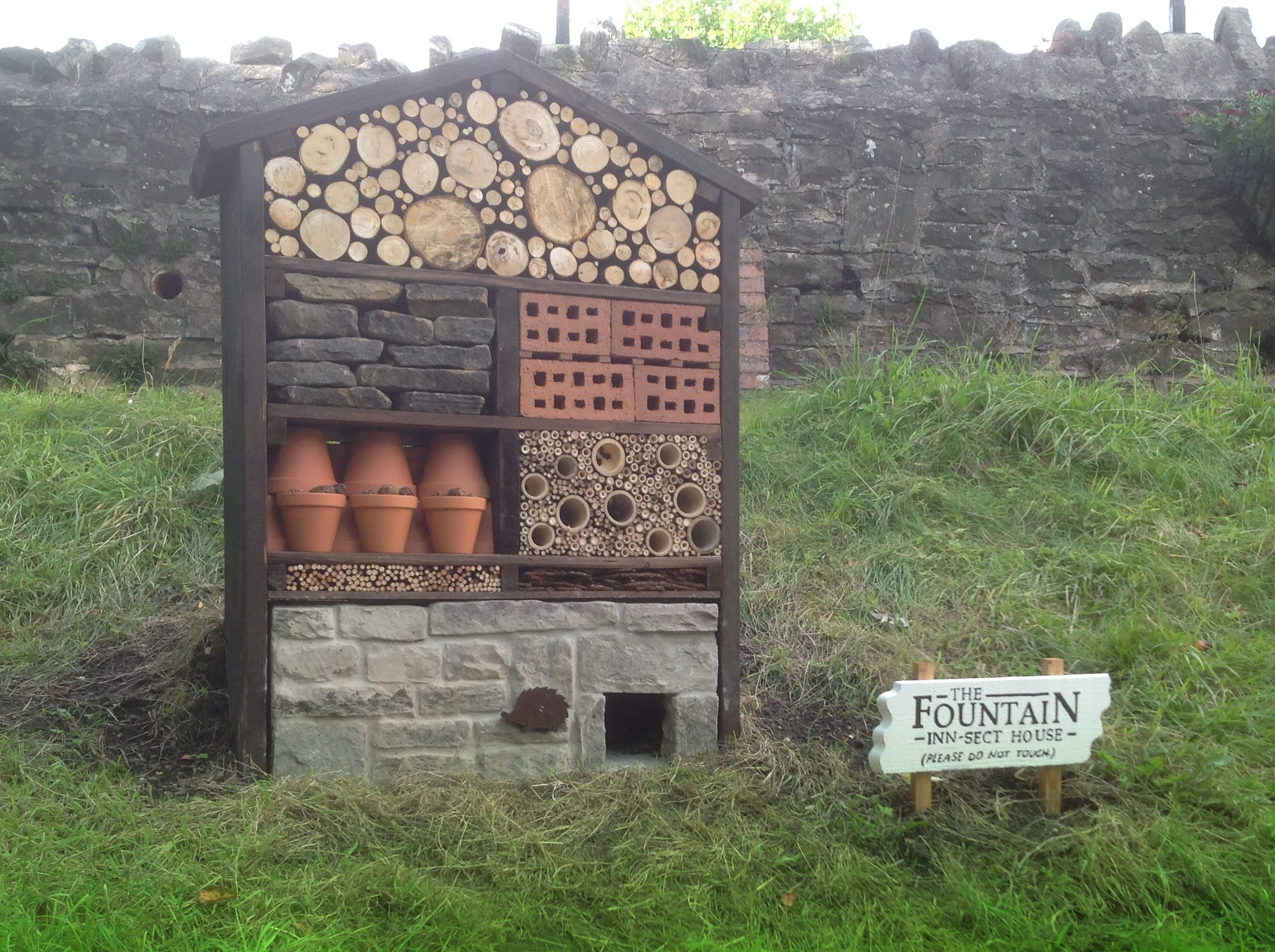
Egy változatos anyagokból készített rovarhotel, amelynek az alja sünodú.

A rovarhotel (rovartanya, bogárhotel, bogártanya, bogárlak, darázsgarázs, méhecskehotel) olyan, ember által kialakított építmény, amelynek célja, hogy optimális körülményeket teremtsen azoknak a rovaroknak, amelyekre a kertnek szüksége van. A rovarhotelek mérete, kialakítása és anyaga igen sokféle lehet, főleg ha minél több rovarnak akar megfelelni. Ugyanakkor léteznek kifejezetten bizonyos fajoknak kialakított hotelek is, ezeknek olykor speciális nevük van, mint például a darázsgarázs, a méhecskehotel vagy a lepkeház.

## A rovathotel célja

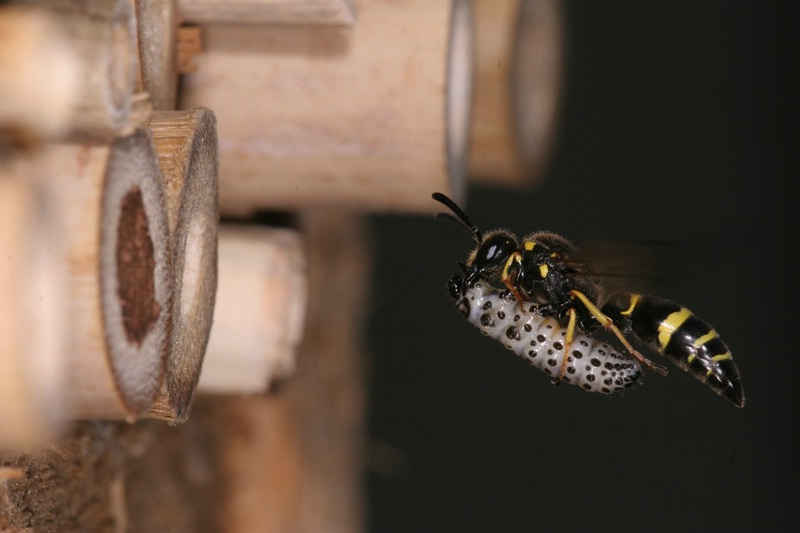
Ez a darázs (Ancistrocerus trifasciatus) éppen hernyót visz rovarhotelbeli otthonába. Petéjét a hernyóba teszi, és befalazza a fa furatába. A kikelő lárvák felfalják a hernyót.

A rovarhotel célja olyan körülmények megteremtése, amelyek között a kívánatos rovarok táplálkozni és szaporodni tudnak. A rovarhotel sokoldalúan hasznosítható a rovarok számára:
- Otthon: Általánosan elmondható, hogy az emberi tevékenység folyamatosan szorítja vissza a rovarok élettereit. A rovarirtó szerek, a háborítatlan növénytömeg hiánya és a közlekedésből származó por és gázok ellehetetlenítenek számos hasznos rovart. A rovarhotel olyan rovaroknak adhat otthont, amelyek nagyon ritkák, vagy éppen gyakoriak, de más élőlényeknek táplálékul szolgálnak, azért érdemes őket védeni.
- Ideiglenes szállás: Némely rovar számára a hotel csak átmeneti otthon, csak az időjárás viszontagságai vagy a fény elől húzódnak be.
- Téli szállás: A rovarok, különösen a katicák és a pillangók, téli hibernálódási idejüket szívesen töltik a rovarhotelben.
- Fészek: A rovarhotelben kialakított üregek fészek építésére is kiválóak. A rovarok az adott üreget kibélelik homokkal, agyaggal, vagy mohával, és így rakják le petéiket.
- Étel: A korhadó növényi részekkel táplálkozó rovarok számára a  rovarhotel táplálékot is jelent.

## Előnyei
- Ha alternatívát nyújtunk a rovarok számára, inkább a rovarhotelt fogják választani a lakásban való megtelepedés helyett.
- A nagy beépítettség, de még a kertek gondozása, például a különböző vadnövényekkel gazdagon benőtt területek gyeppel való helyettesítése is azzal jár, hogy a rovarok elvesztik természetes élőhelyeiket, ezt igyekszik pótolni a rovarhotel.
- Egy szépen kialakított rovarhotel esztétikai értékkel is bír, egy kisebb-nagyobb rovarhotel a kert központi motívuma is lehet.
- A rovarhotel lehetőséget ad a rovarok tanulmányozására, mivel egy rovarhotelben a rovarok nagy számban és változatos összetételben jelennek meg.

## A rovarhotel szerkezete
A rovarhotel legtöbbször egy ház alakú építmény, amelynek külső szerkezetét avagy vázát egy tető, egy talapzat és oldalfalak adják, amelyek jellemzően fából készülnek, de nem szükségszerűen.
A rovarhotelt szükséges tetővel ellátni, hogy védve legyen a csapadéktól. Egyes megoldásokban a tetőn gyeptégla, moha vagy pozsgások is helyet kapnak, ezek felszívják a nedvességet és esztétikai értékkel is bírnak.
Ha a talapzat leér a földre, akkor röpképtelen rovarok is könnyen birtoka vehetik, ebben az esetben viszont alulról a fa átnedvesedhet és korhadásnak indulhat. Ha viszont lábakra állítjuk vagy felfüggesztéssel rögzítjük, akkor megóvhatjuk a felázástól, ugyanakkor lehet, hogy a szálló vendégei kevésbé lesznek sokfélék.
A magasabb rovarhoteleknél érdemes szinteket avagy emeleteket kialakítani, így jobban el tudjuk helyezni a töltőanyagokat. Ha a hotel köré valamilyen hálót teszünk, megakadályozhatjuk az apróbb elemek kihullását, és védjük a rovarokat a madarakkal szemben.

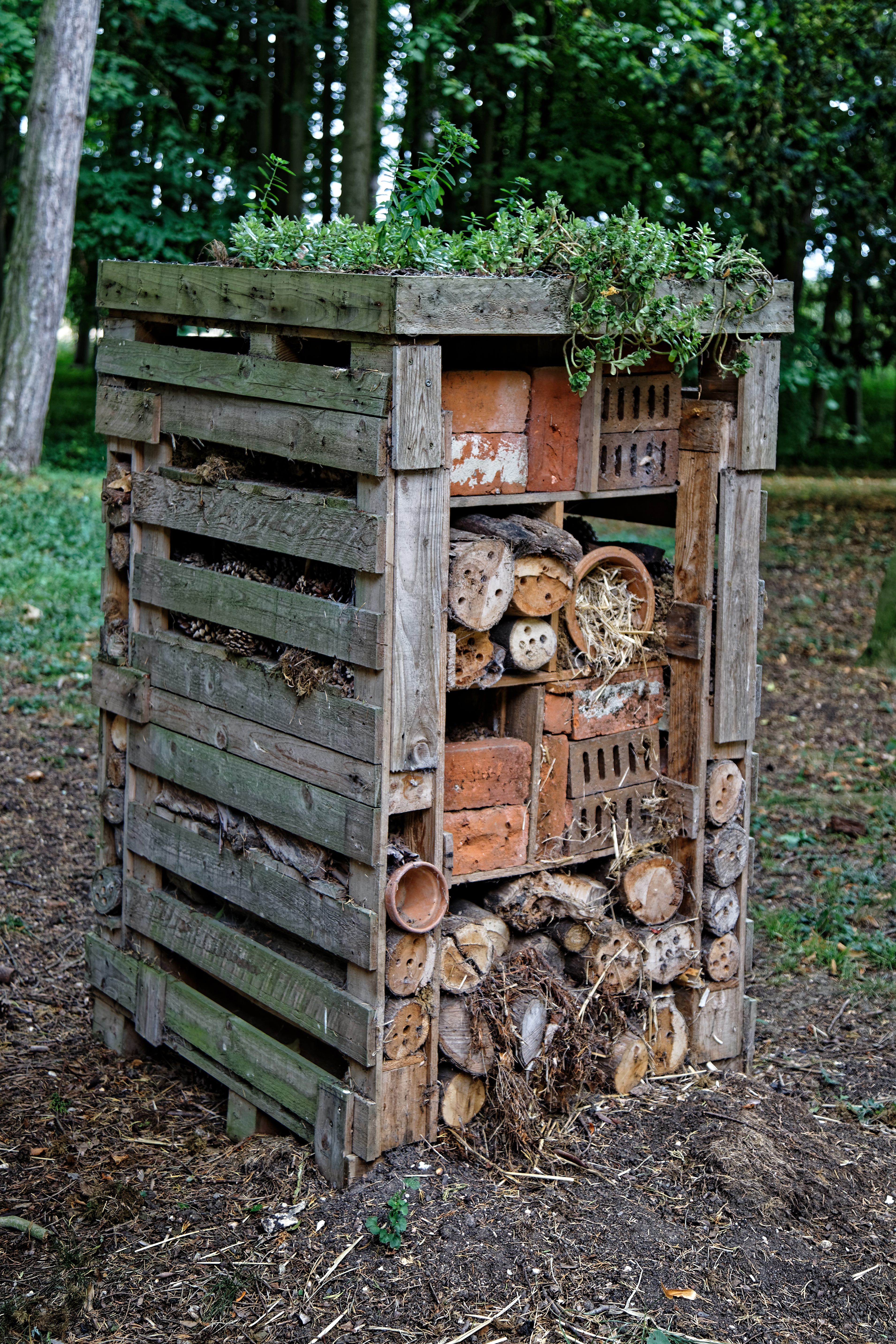
Raklapokból készített ház, amely a földig ér, tetején növényekkel beültetve.
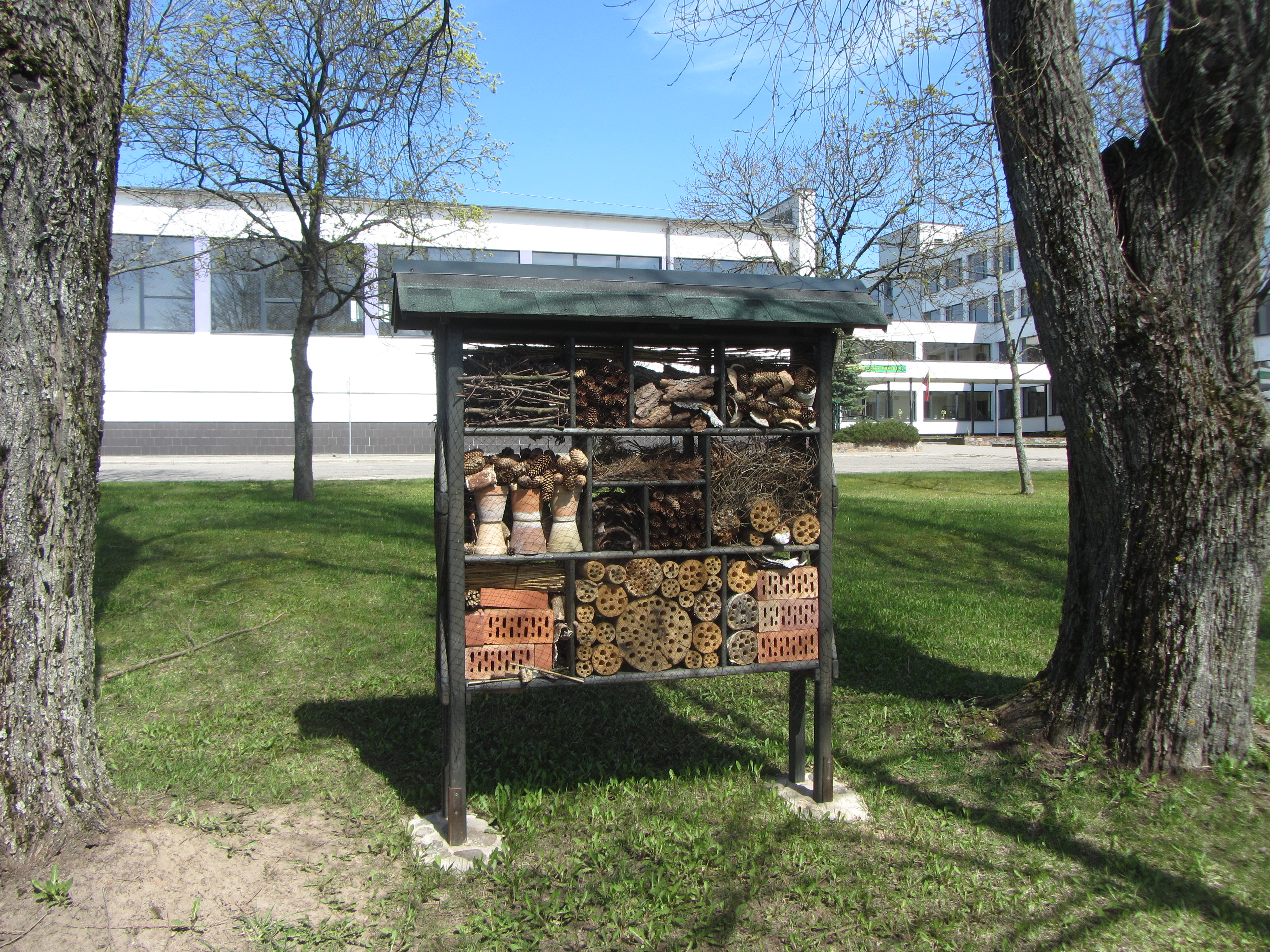
Lábakon álló rovarhotel polcokkal.
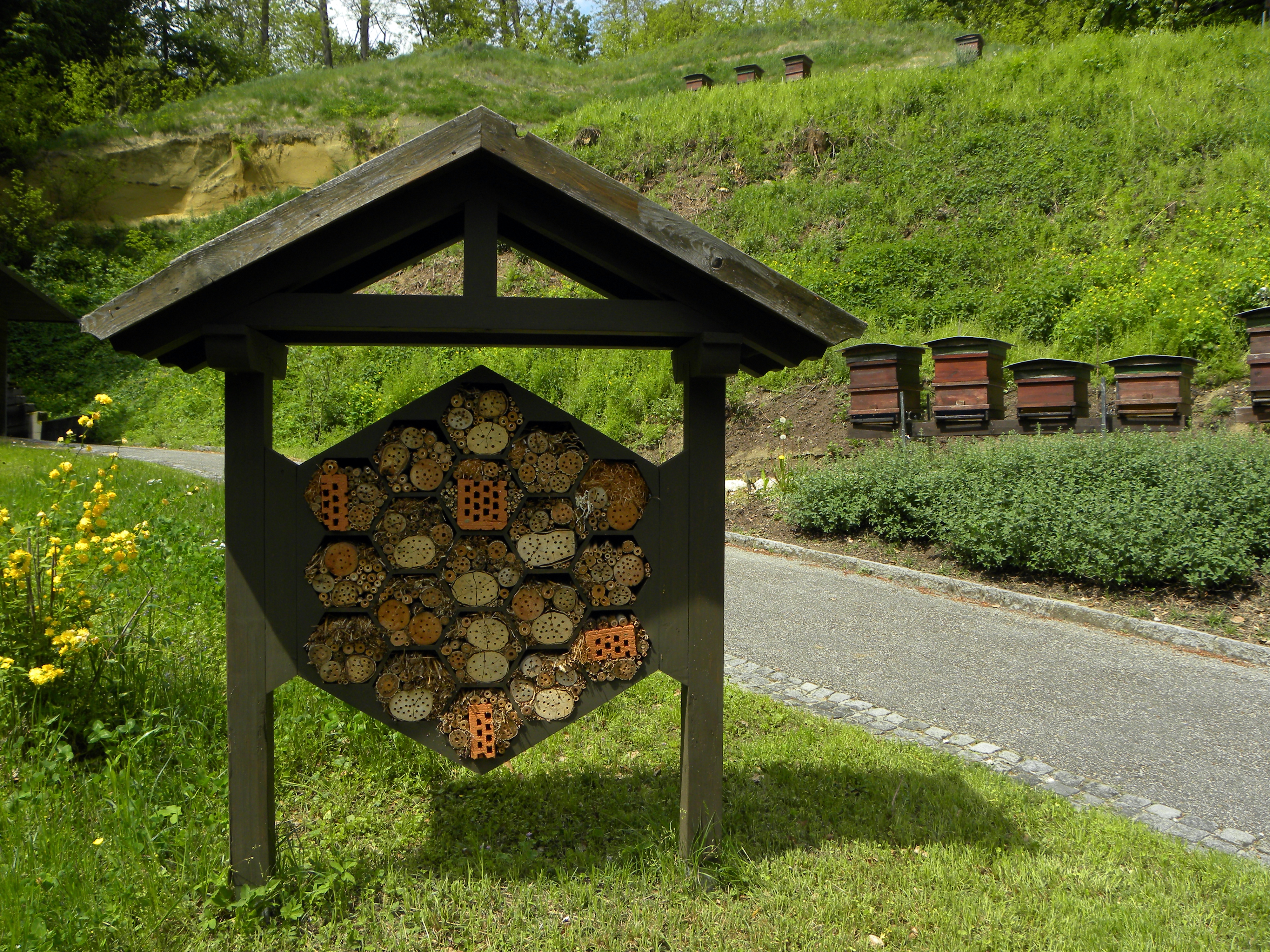
Egy lábakon álló rovarhotel, amelynek polcait a méhkasok sejtjeinek mintájára alakították ki.
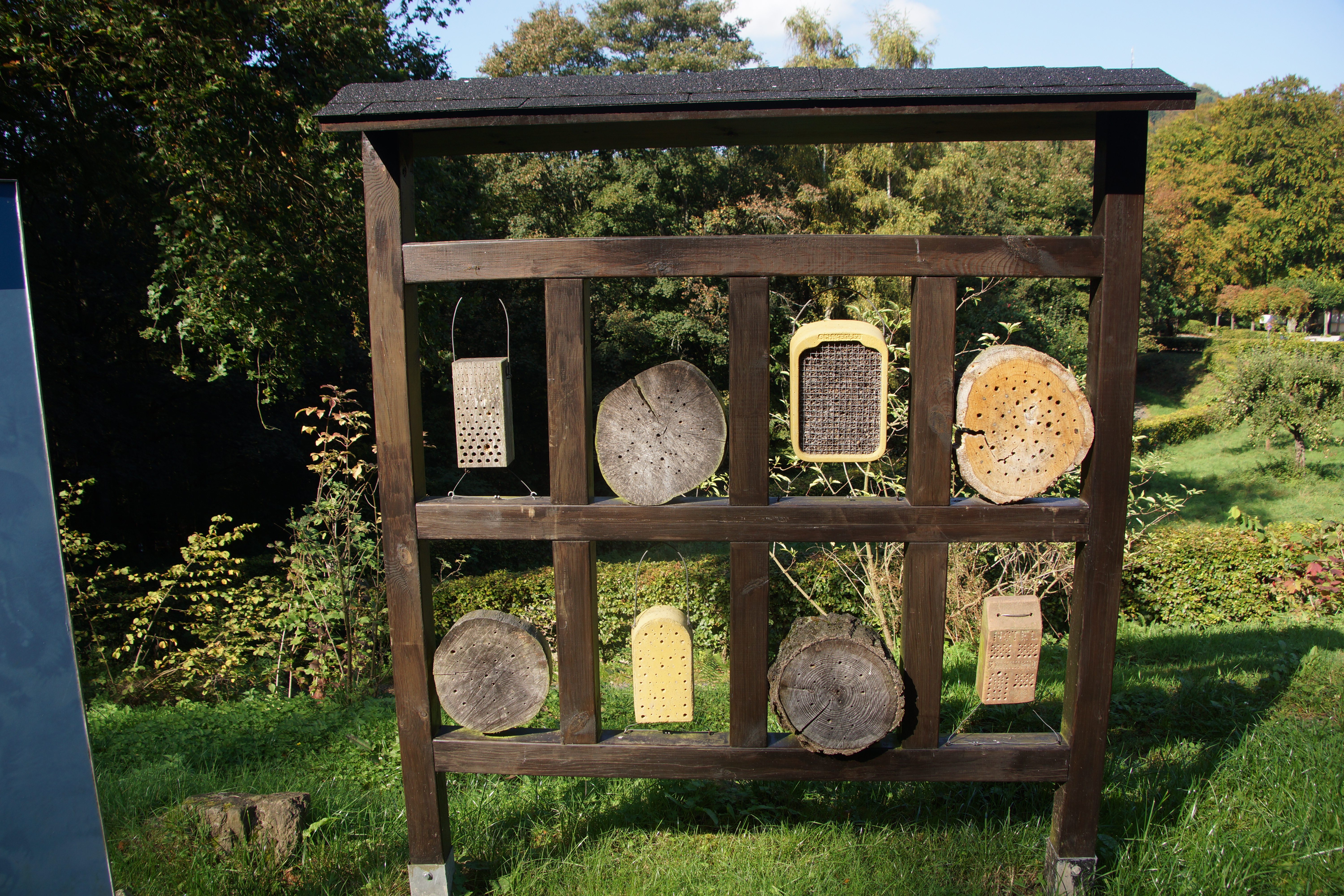
Ebben a rovarhotelben  az elemek nem a polcon pihennek, hanem azokon felfüggesztve lógnak.
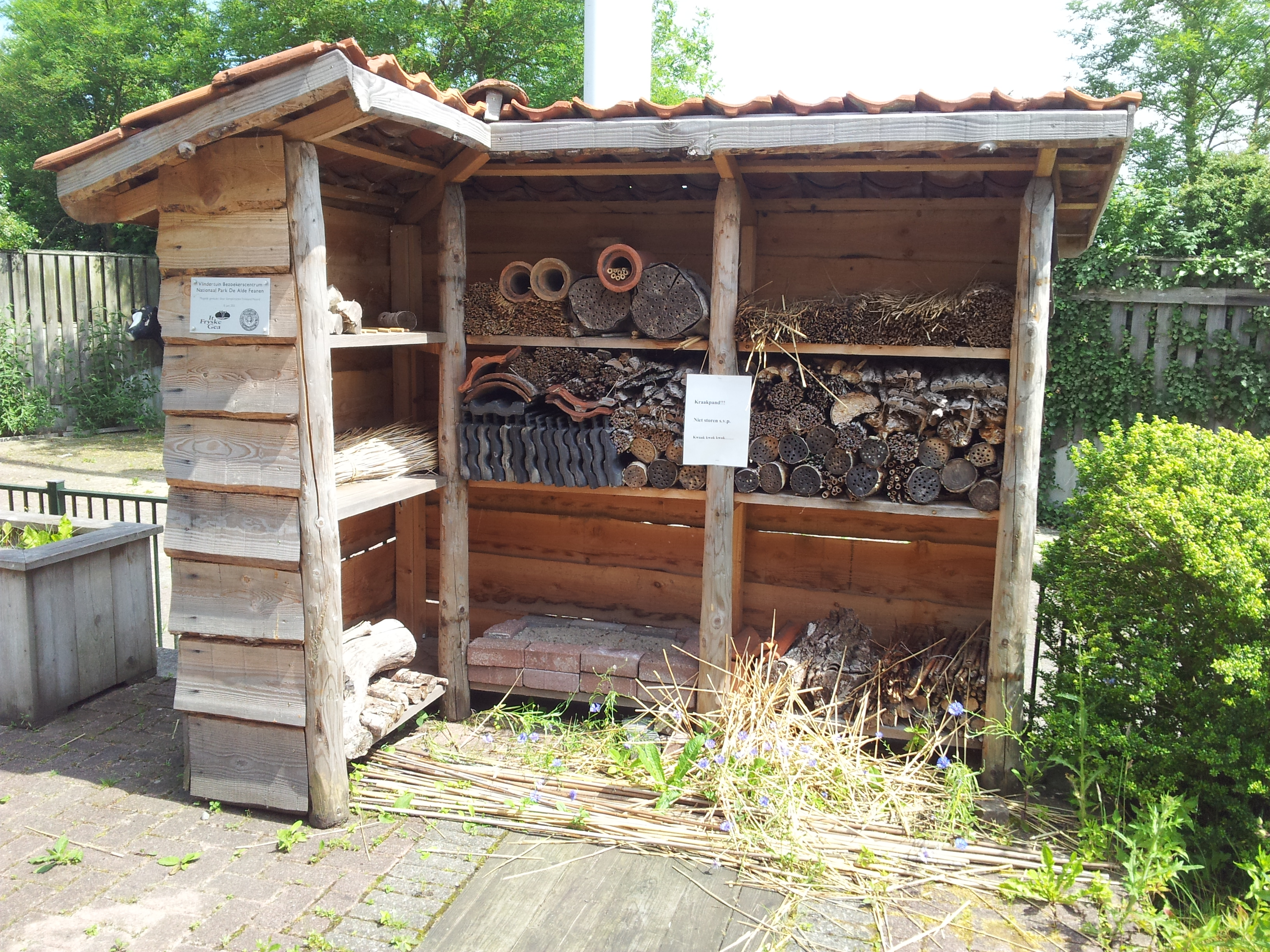
Egy nagy méretű, szekrényszerű rovarhotel.
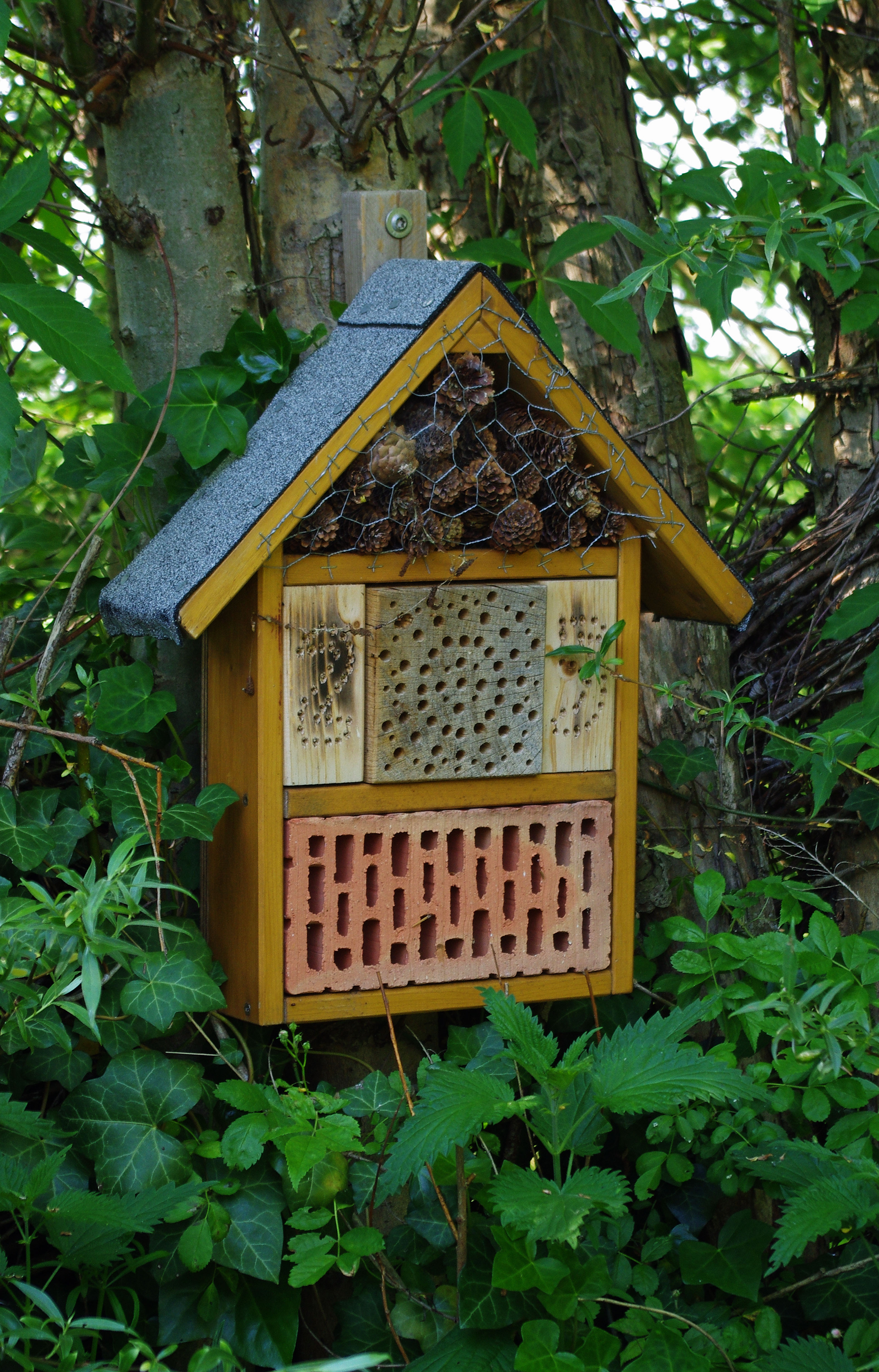
Egy kis méretű, fára akasztható bogártanya. A házat burjánzó növényzet veszi körül, többek között csalán, amely bizonyos rovarok kedvelt tartózkodási helye.
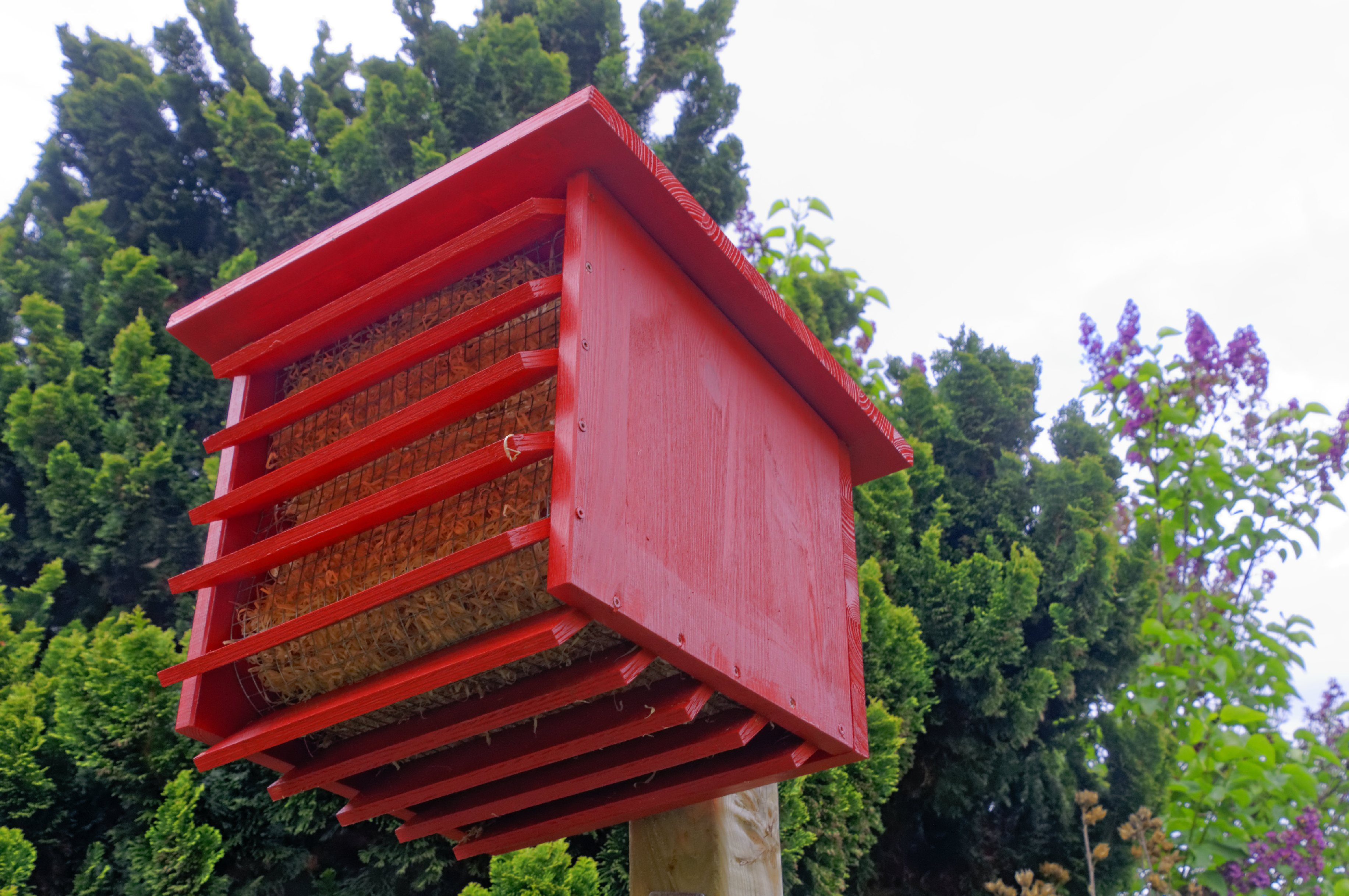
Kifejezetten zöldfátyolkáknak (Chrysopidae) készített ház, a belseje száraz fűvel van töltve.
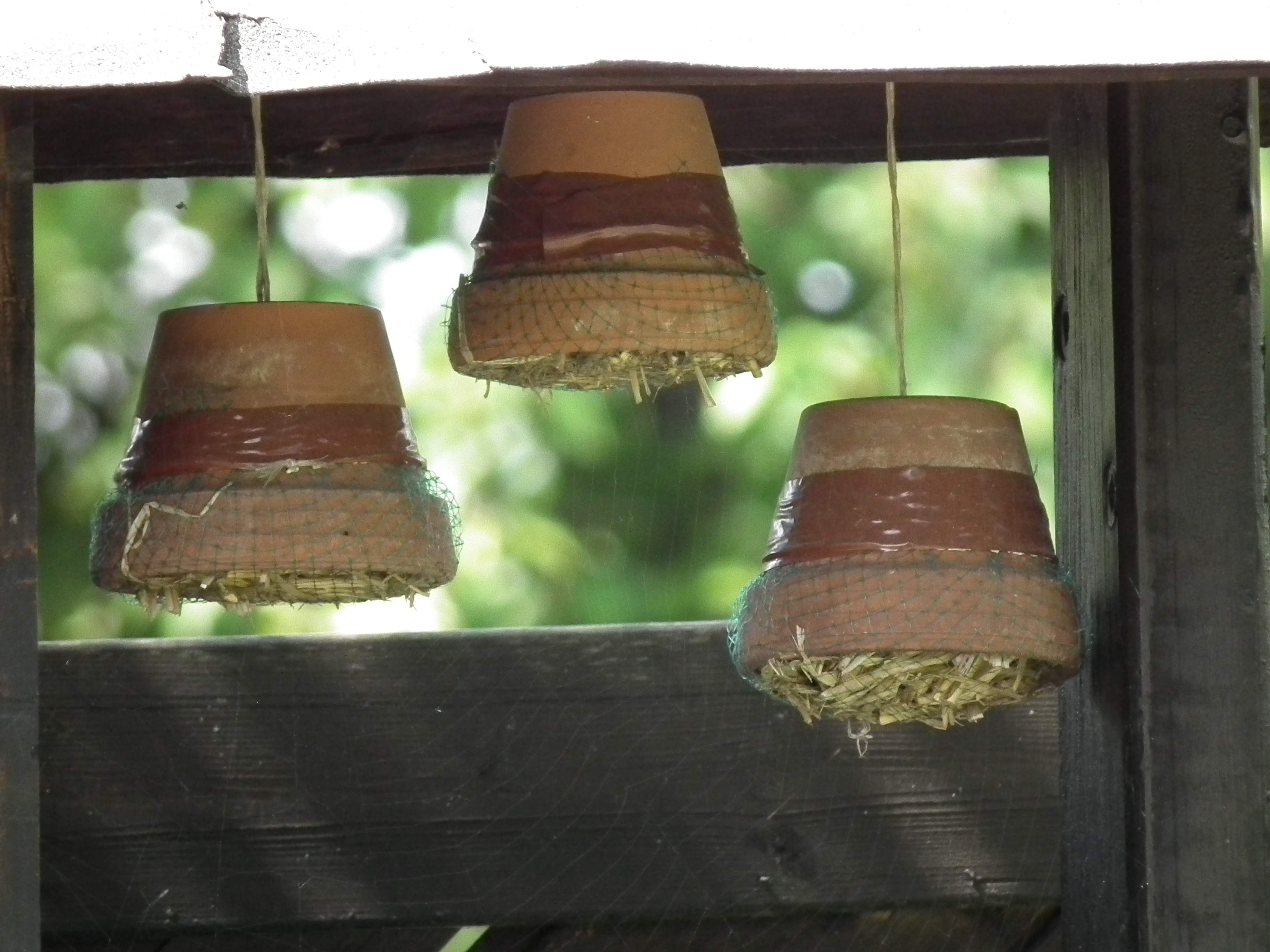
Kifejezetten fülbemászóknak (Dermaptera) készített szálló: fejjel lefelé felkötött cserepek szalmával megtöltve. Az építményt egy pók szőtte be.
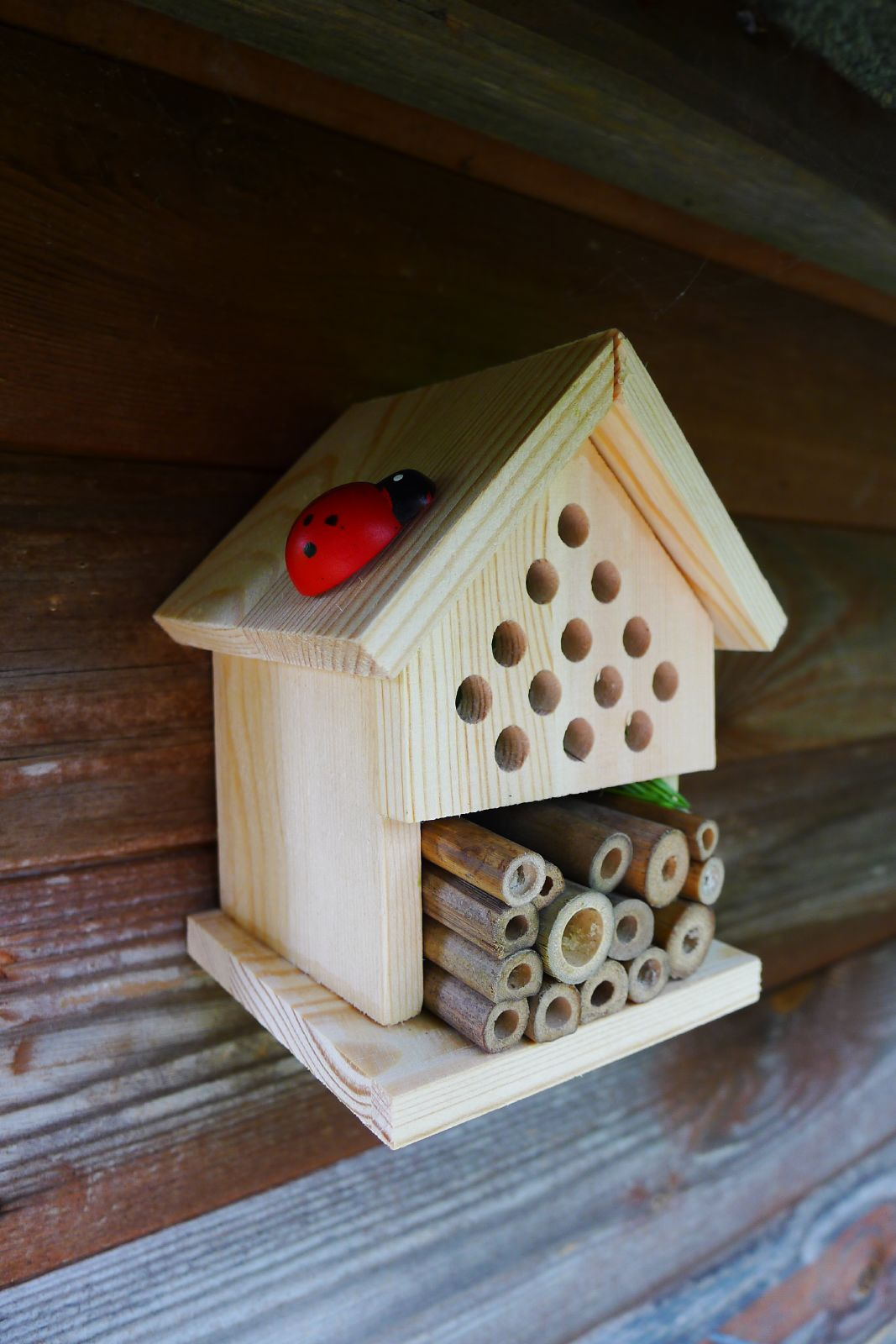
Katicabogaraknak (Coccinellidae) kihelyezett ház. A katicák, ha tehetik, közösen telelnek át, ehhez fagymentes közegre van szükségük.
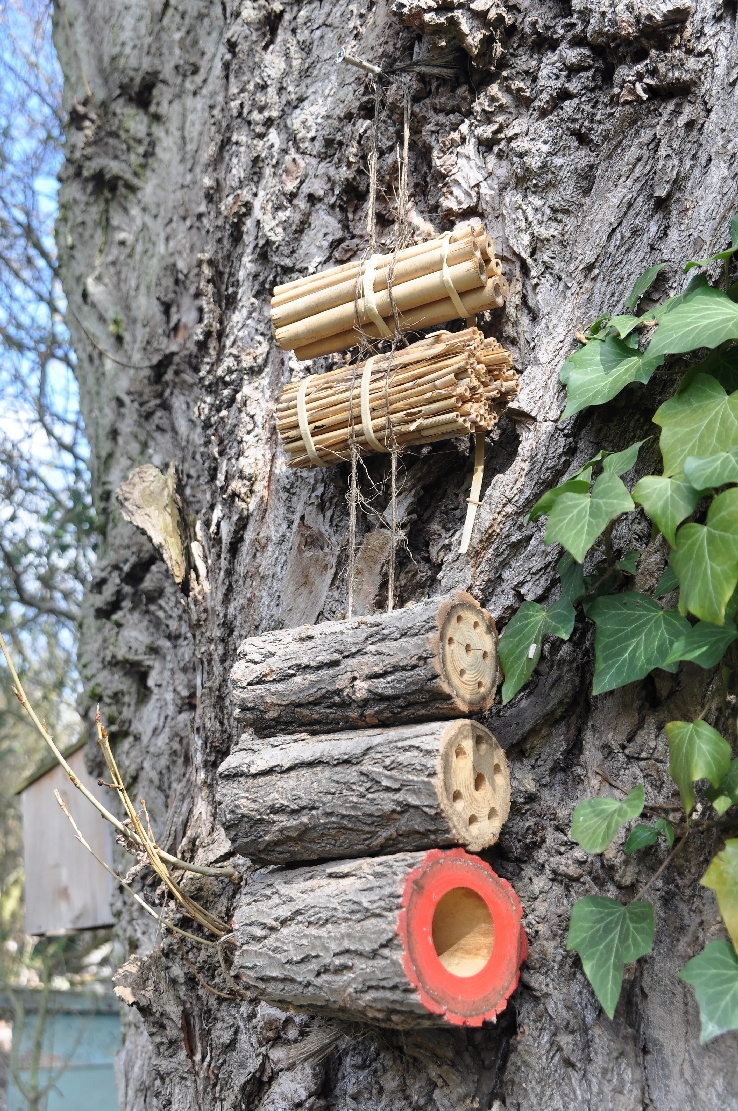
Egy egyszerű rovarhotel: fára függesztett nád- és bambuszkötegek, különböző lyukakkal ellátott fatönkök.
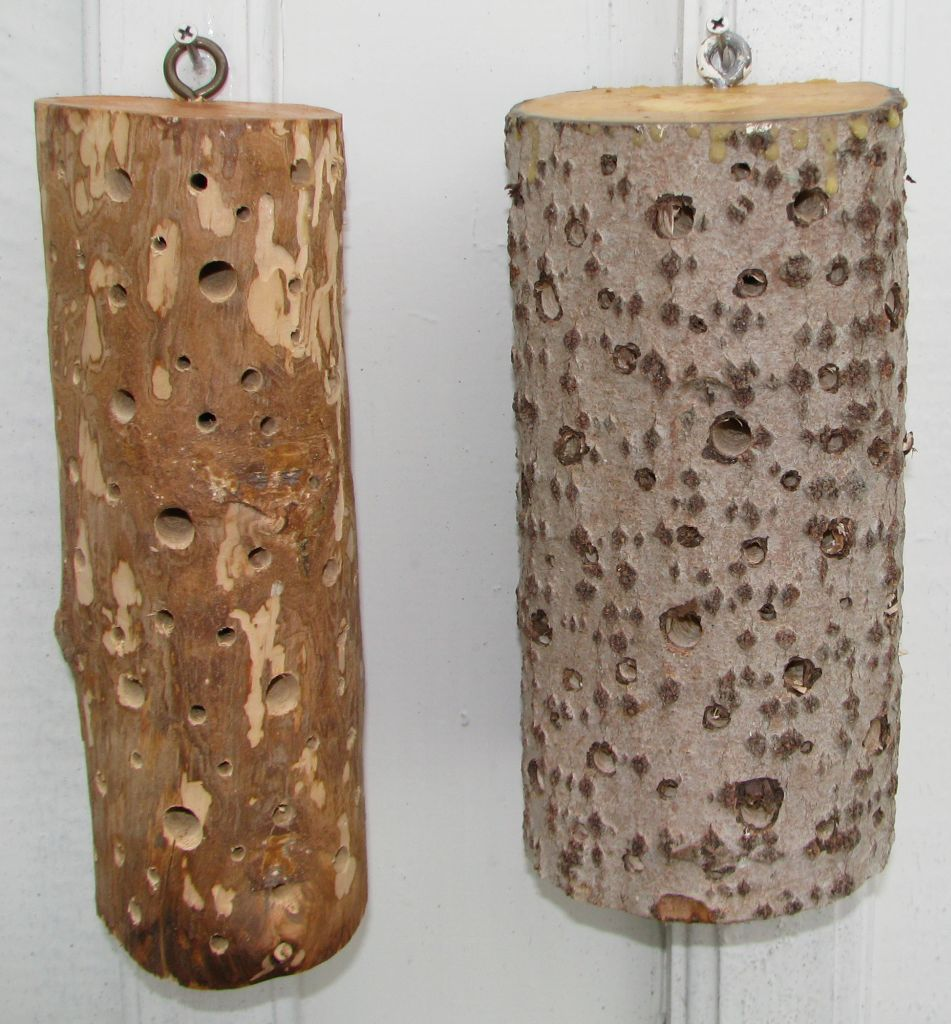
Egy minimalista szálló fali darazsaknak és magányos méheknek.
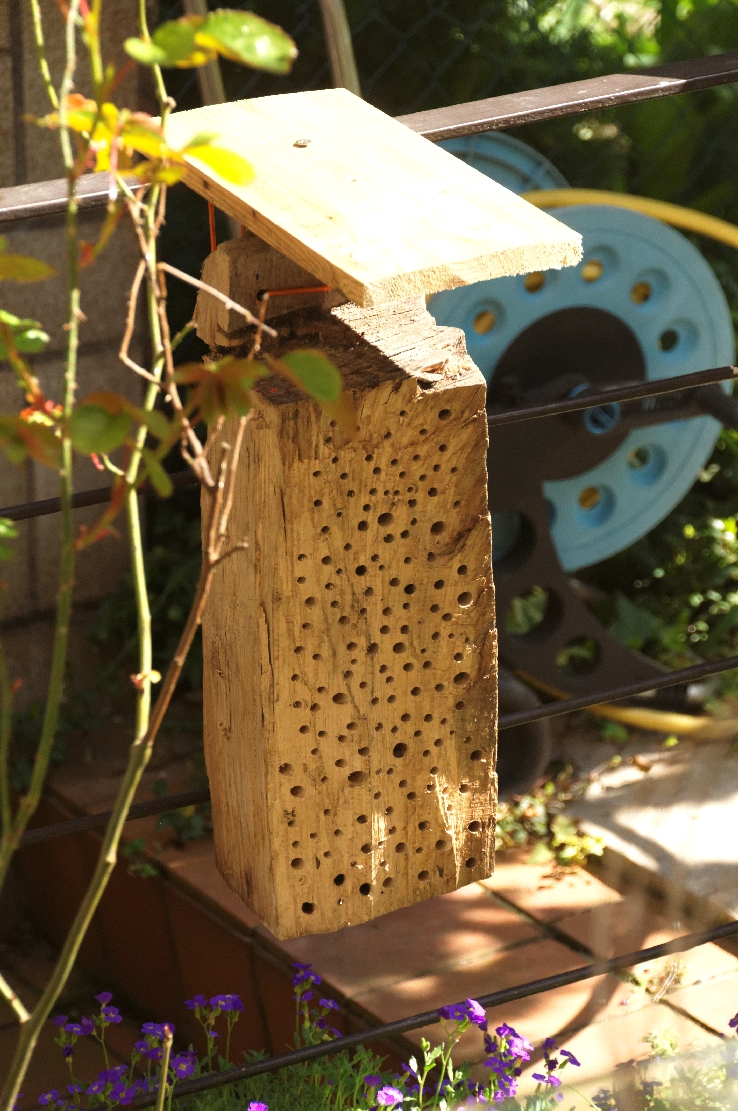
Szintén egy egyszerű szálló: fúrt fatönk tetőve.
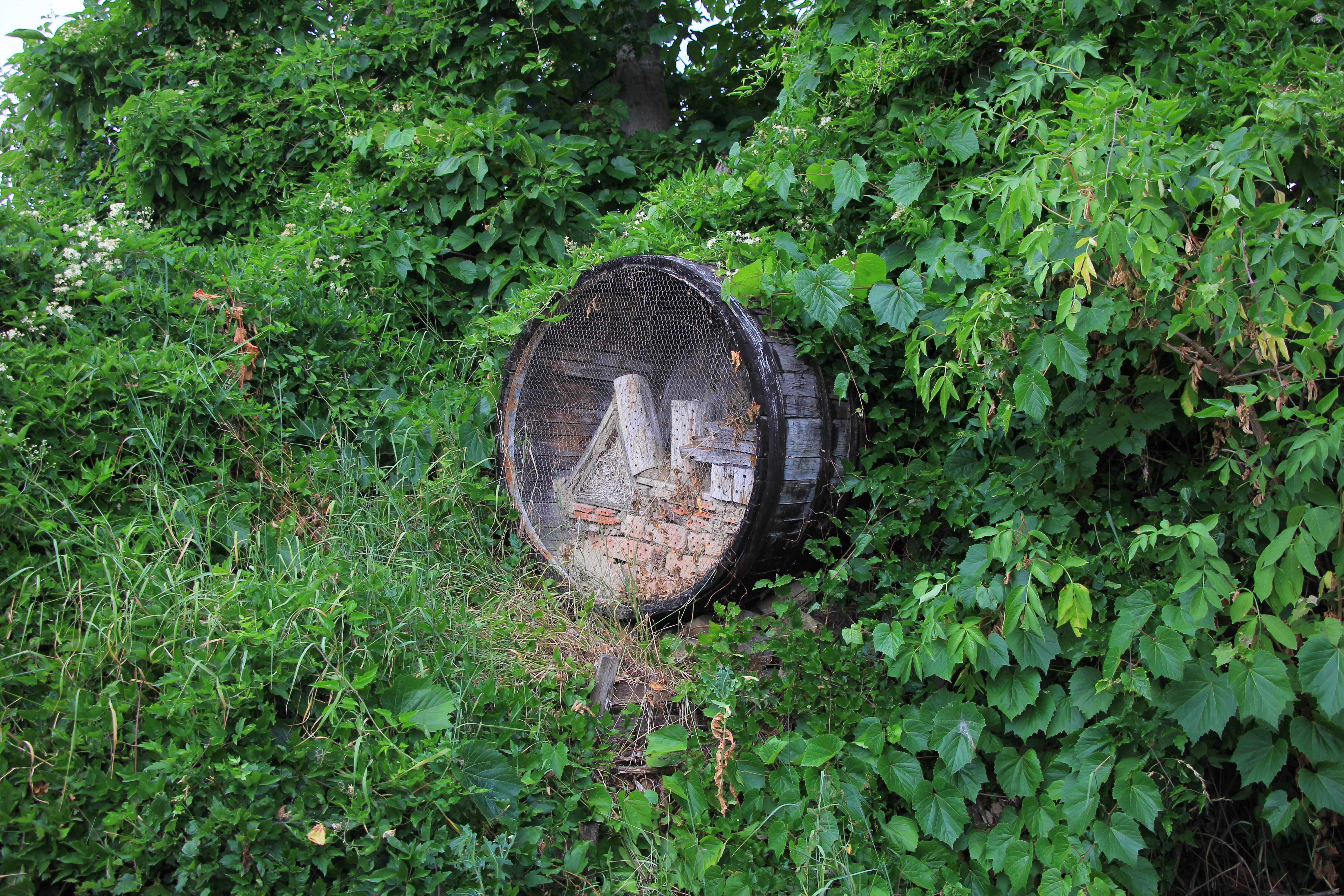
Ennek a rovarhotelnek a vázát egy hordó adja, a benne elhelyezett tégláka, fákat és szalmát egy háló védi.
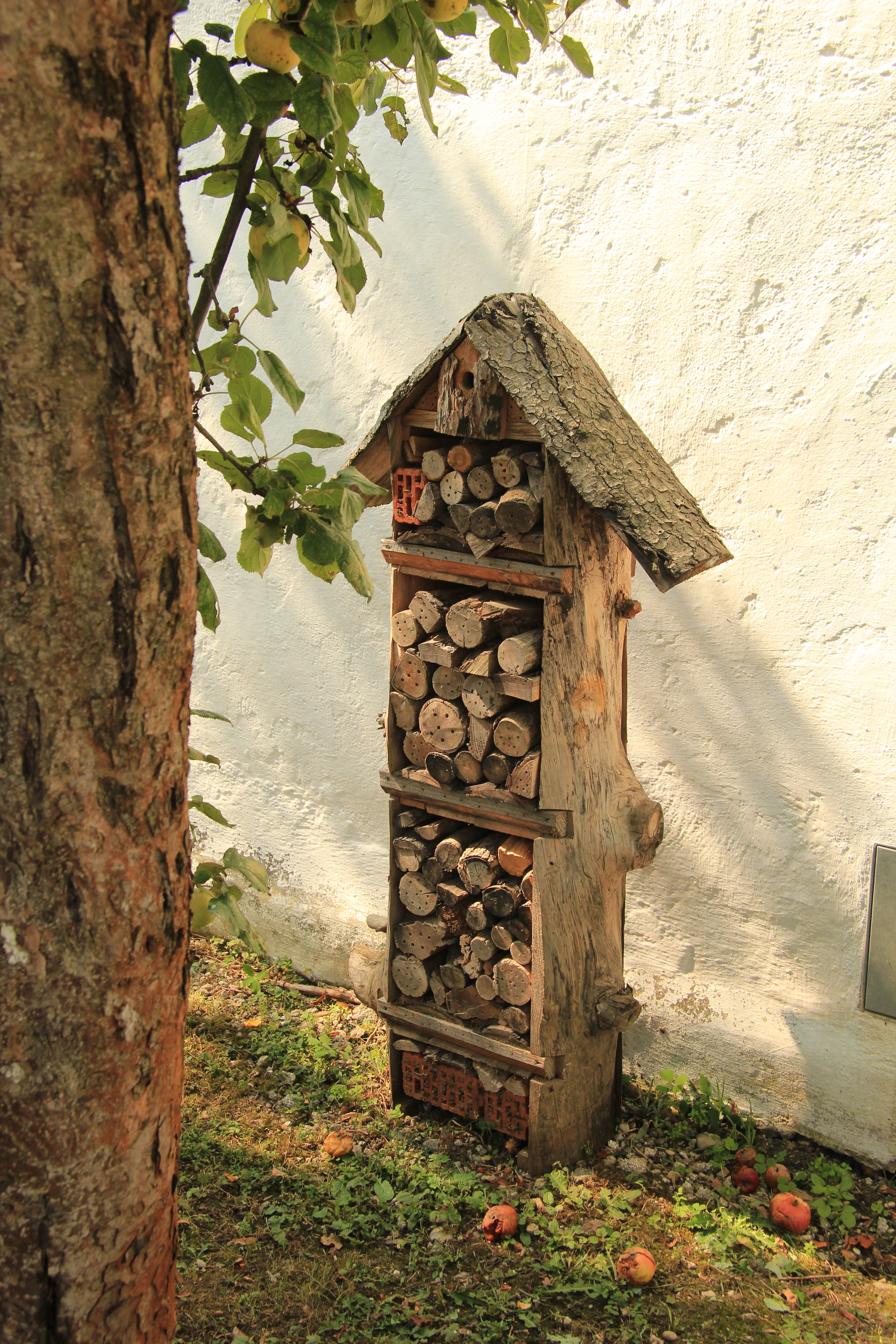
Ennek a háznak egy kivájt fatönk a kerete.
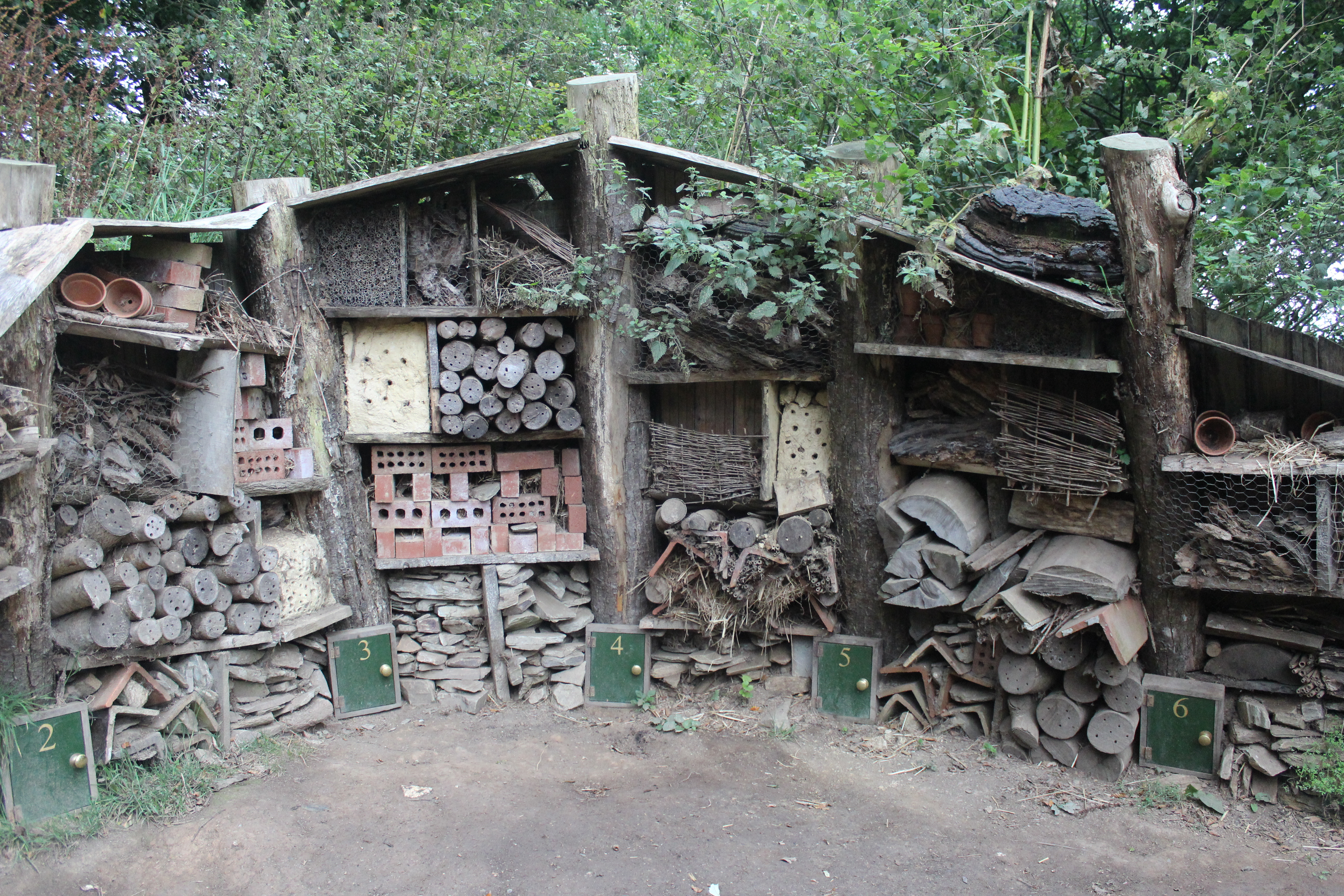
Sok rovarház található itt (Heligan, Anglia)

A belső részek kialakításához szinte bármilyen természetes anyag felhasználható. Minél többféle anyagú és szerkezetű elemet használunk fel, annál többféle rovar találja meg a számítását a rovarhotelben. Megfelelő anyagok: lyukacsos tégla, toboz, nádszálak, ágak, kéregdarabok, tojástartó, tető- és virágcserép, dióhéj, kilyuggatott faágak, kiásott gyökerek, szalma, bambusz, kő. Minden rovarnak megvan a maga kedvenc tartózkodási helye, például a megfúrt fadarabok elsősorban a méhek és darazsaknak kedveznek; a futrinkák, százlábúak, ászkarákok és sok pókfaj kedveli a kövekből, gallyakból álló labirintusszerű búvóhelyeket. Ne használjuk mesterséges tárgyakat, a műanyagokból mérgező vegyületek oldódhatnak ki, a fémek hőingadozása pedig kárt tehet a rovarokban.

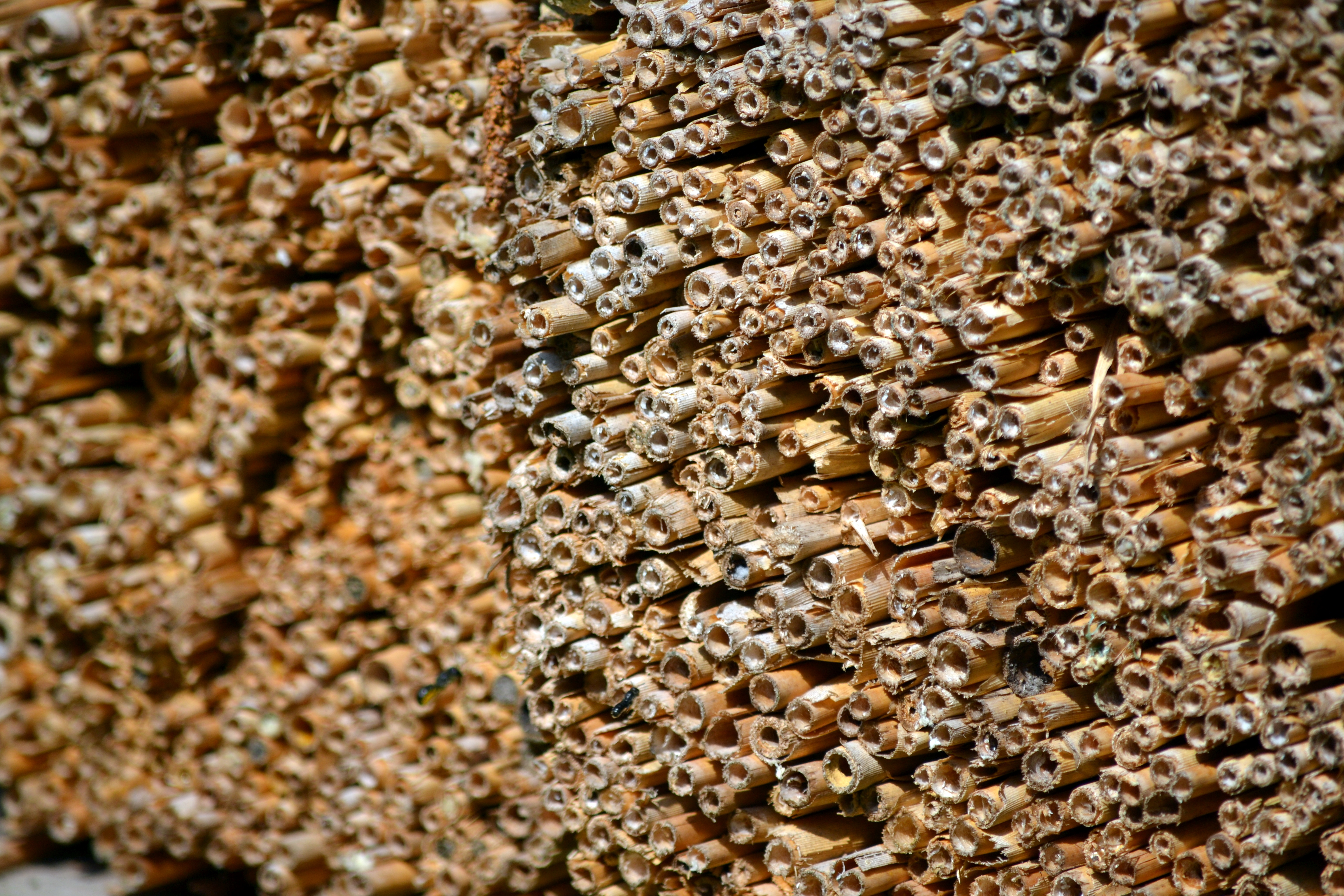
Az egyik leggyakoribb anyag a rovarhotelben: nád.
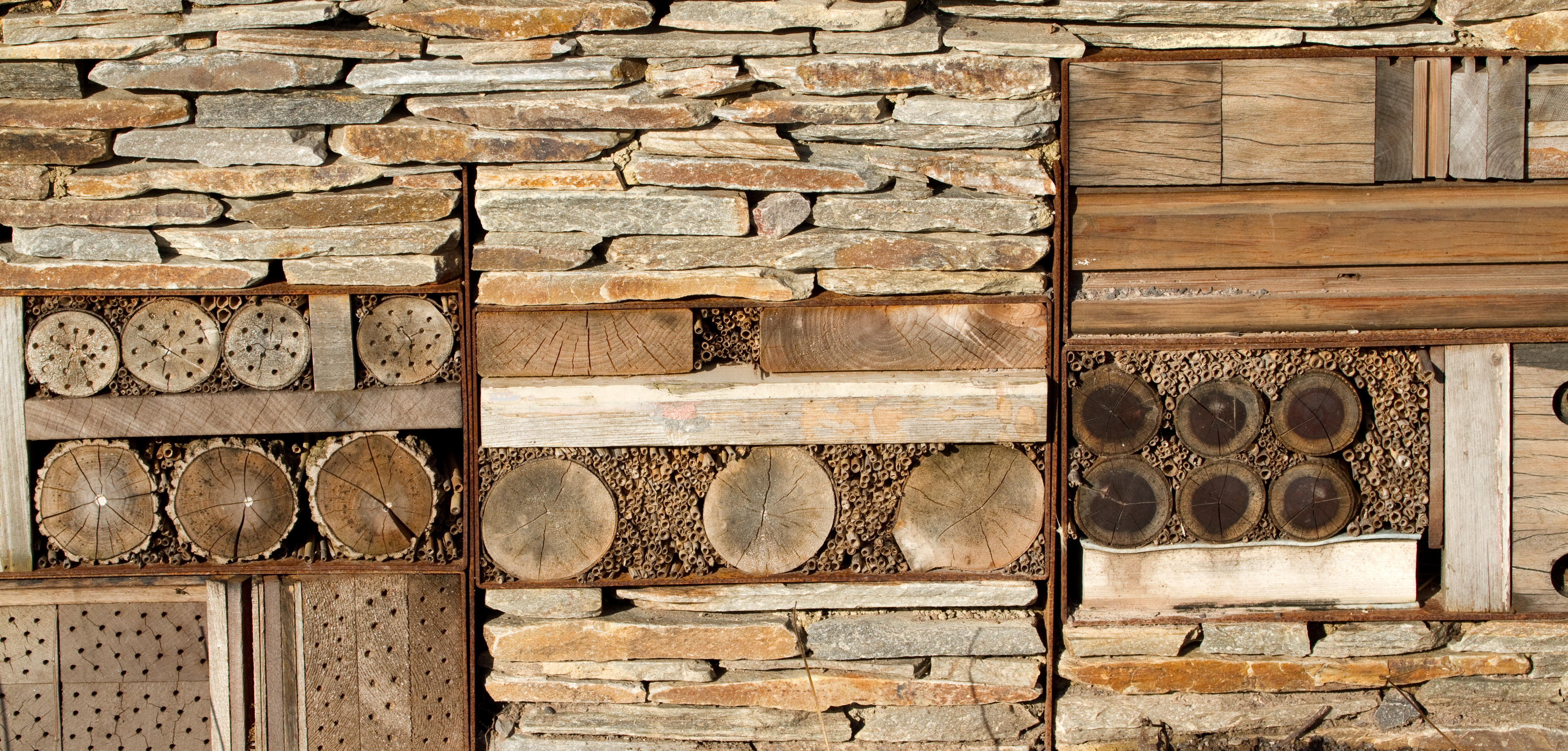
Egy rovarhotel fúrt fákkal, náddal és kövekkel megtöltött része.
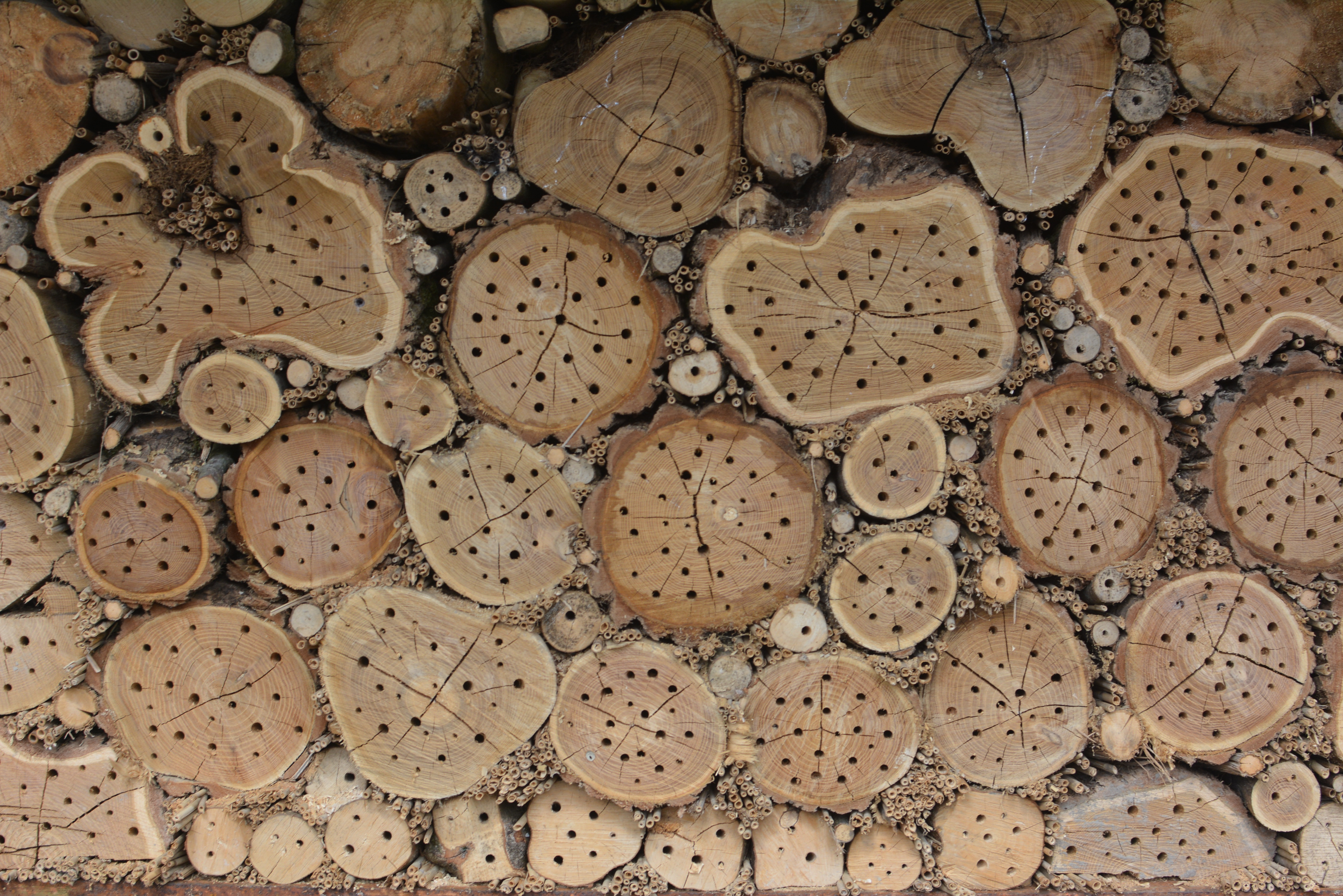
Egy rovarszálló fatönkökkel töltött részlete.
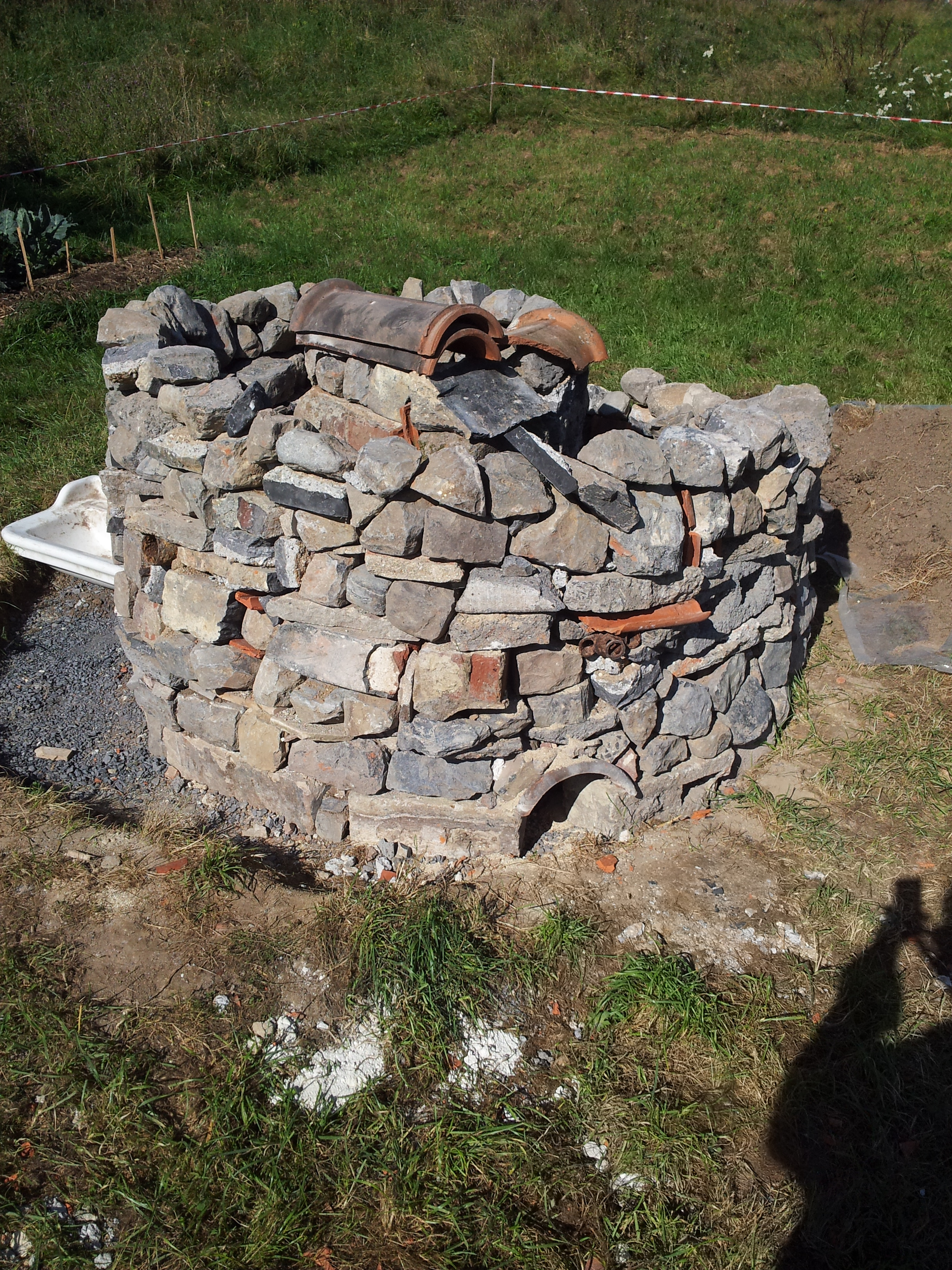
Csak kövekből készített búvóhely nem csak rovaroknak, de gyíkoknak és egereknek is.
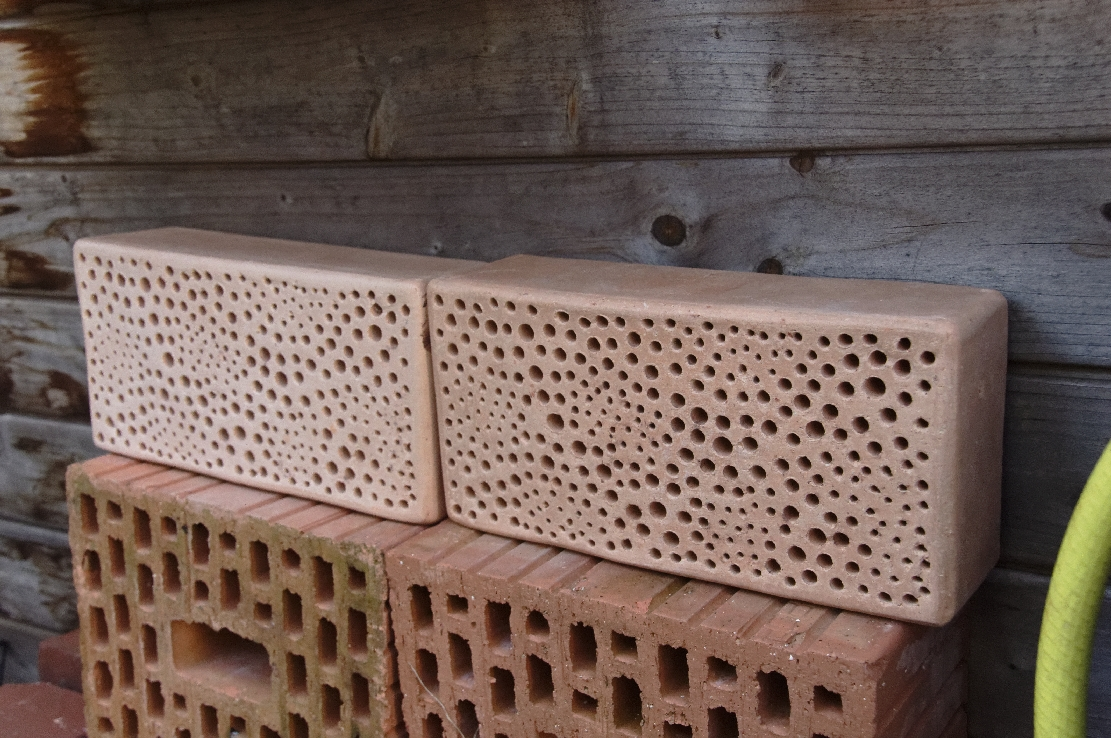
Kifejezetten rovaroknak készített agyagtéglák és hagyományos építési téglák.
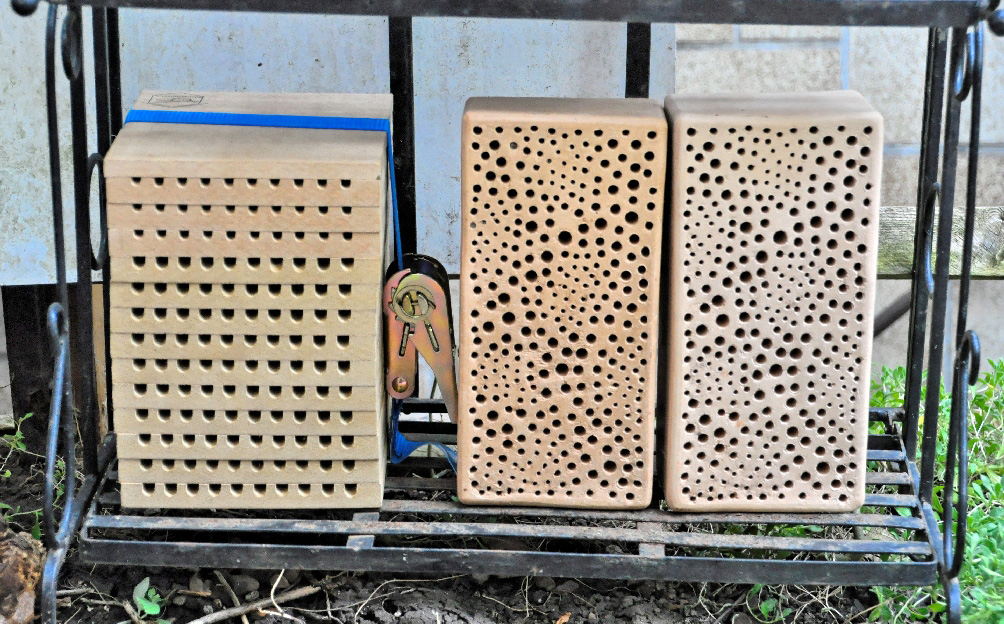
Agyagból készült modulok, bal oldalon emeletenként szétválasztható lapok, jobb oldalon különböző nagyságú lyukakkal ellátott elemek, amik akár falba is beépíthetők.
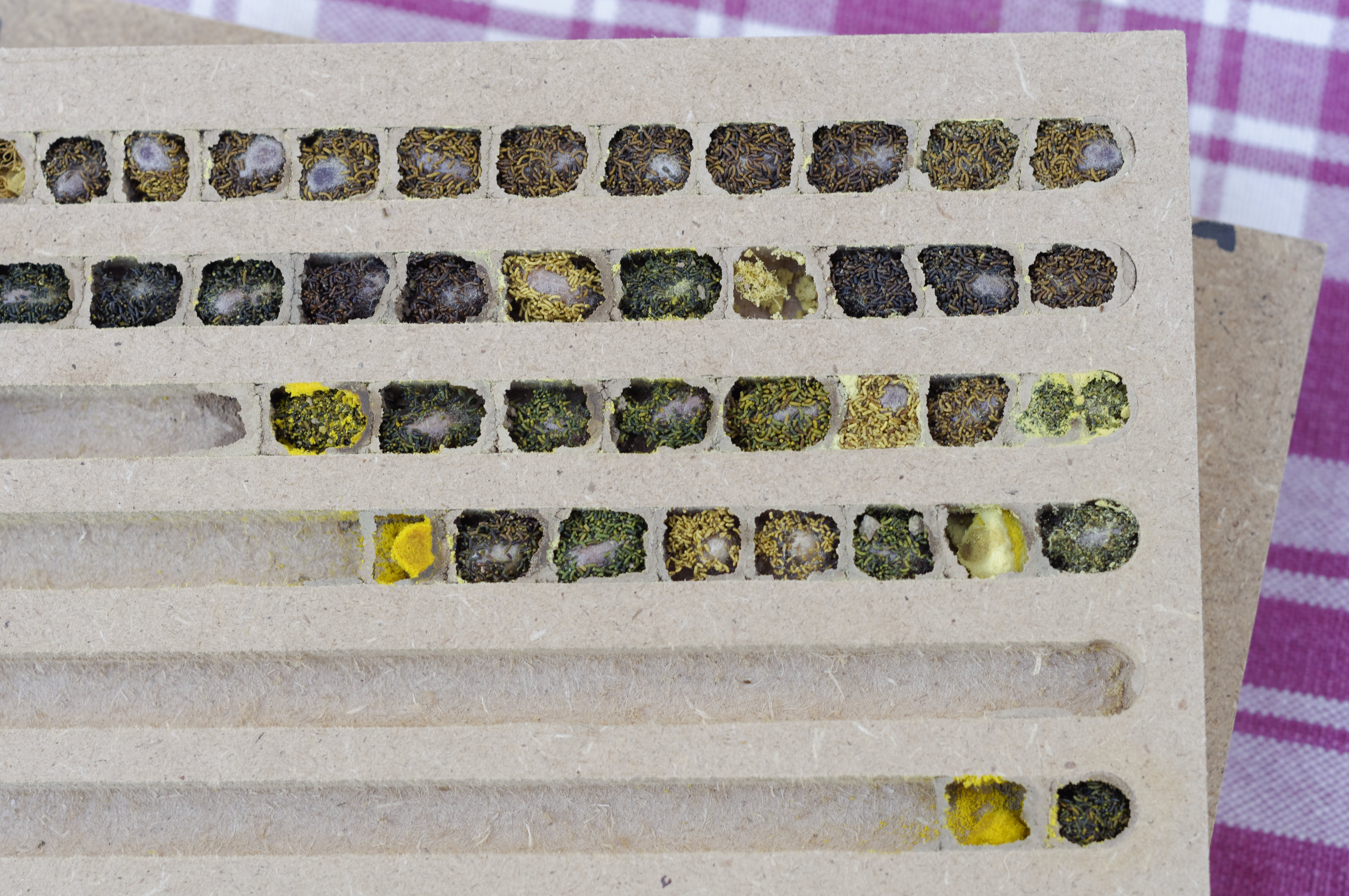
Ha az emeleteket szétválasztjuk, megfigyelhetjük a fali-méhek (Osmia) kokonjait és lárváit.
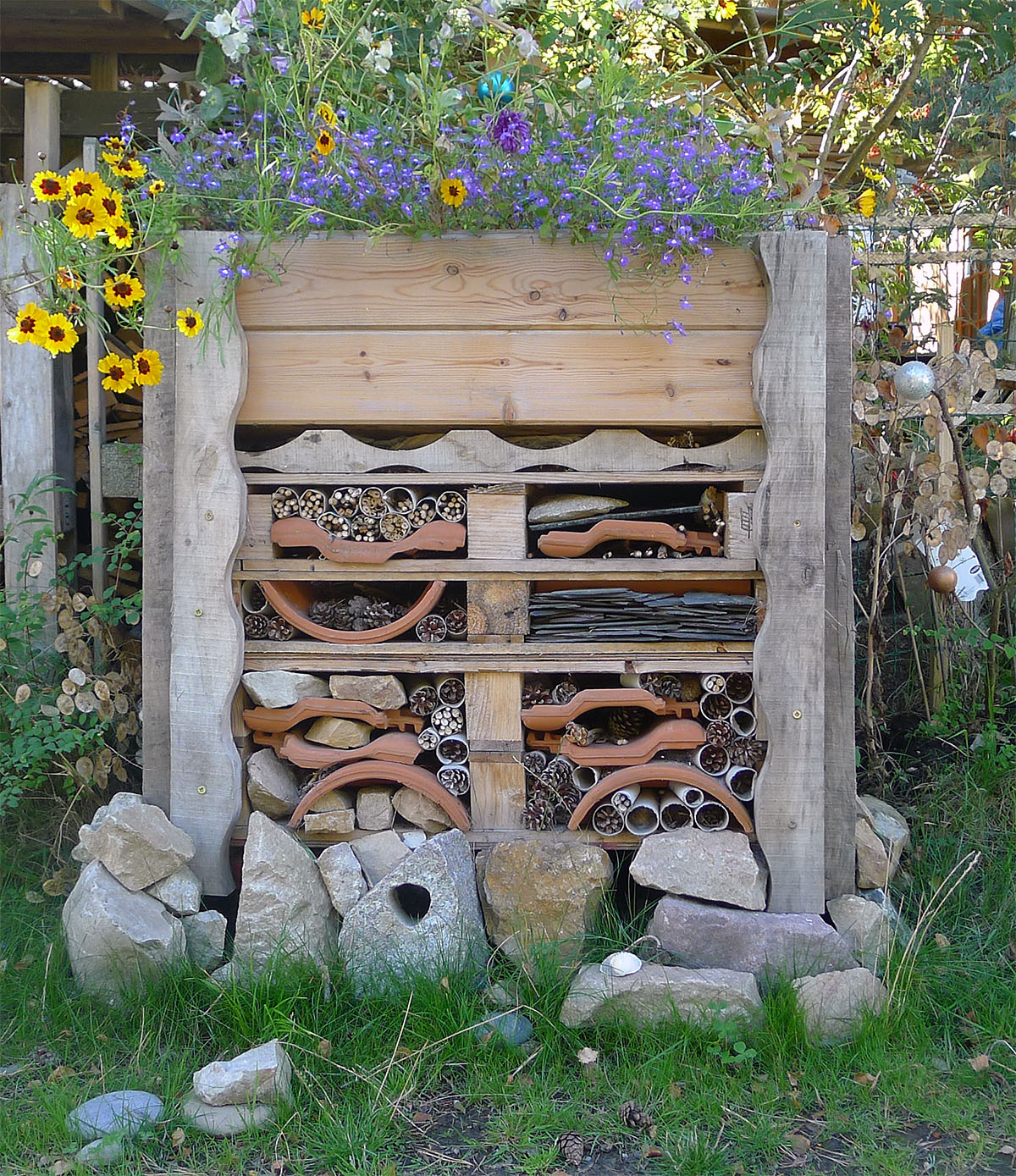
A cserepek és a lapos kövek is jó szolgálatot tesznek a rovaroknak.
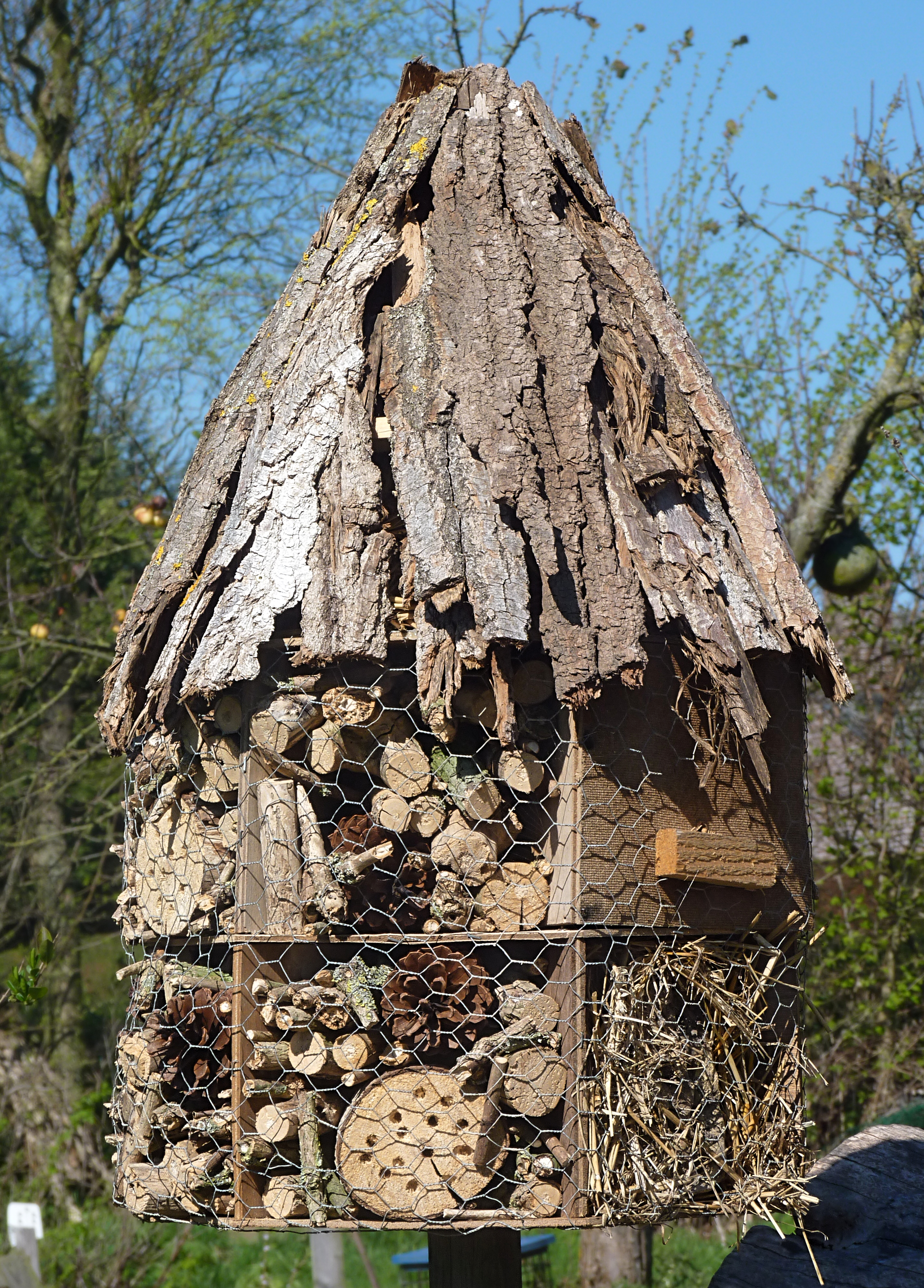
A kéregdarabok között szívesen bújnak meg az ízeltlábúak.
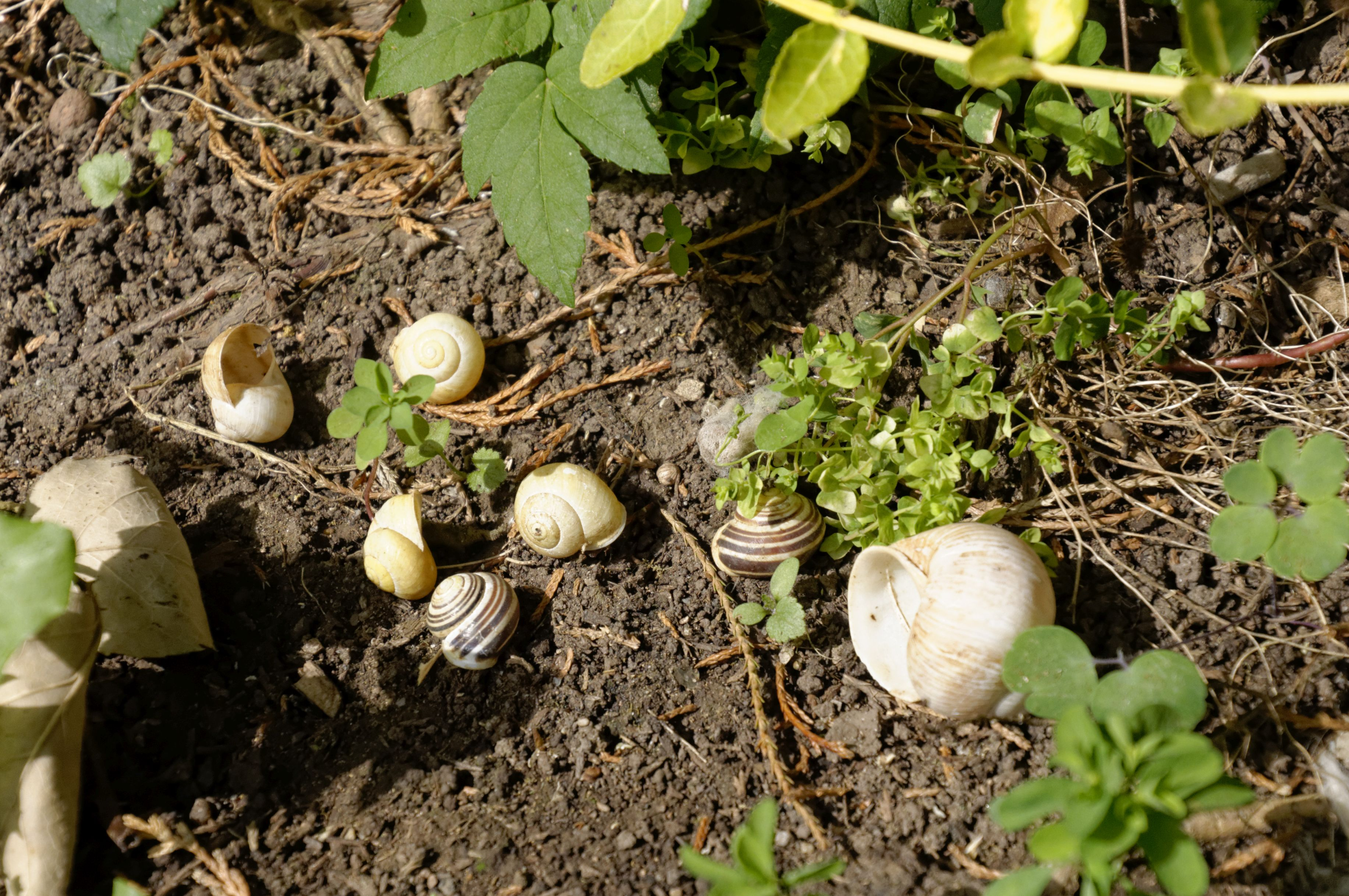
A rovarhotelben elhelyezett vagy csak egyszerűen a földön hagyott csigaházak jó menedéket jelentenek a rovaroknak.
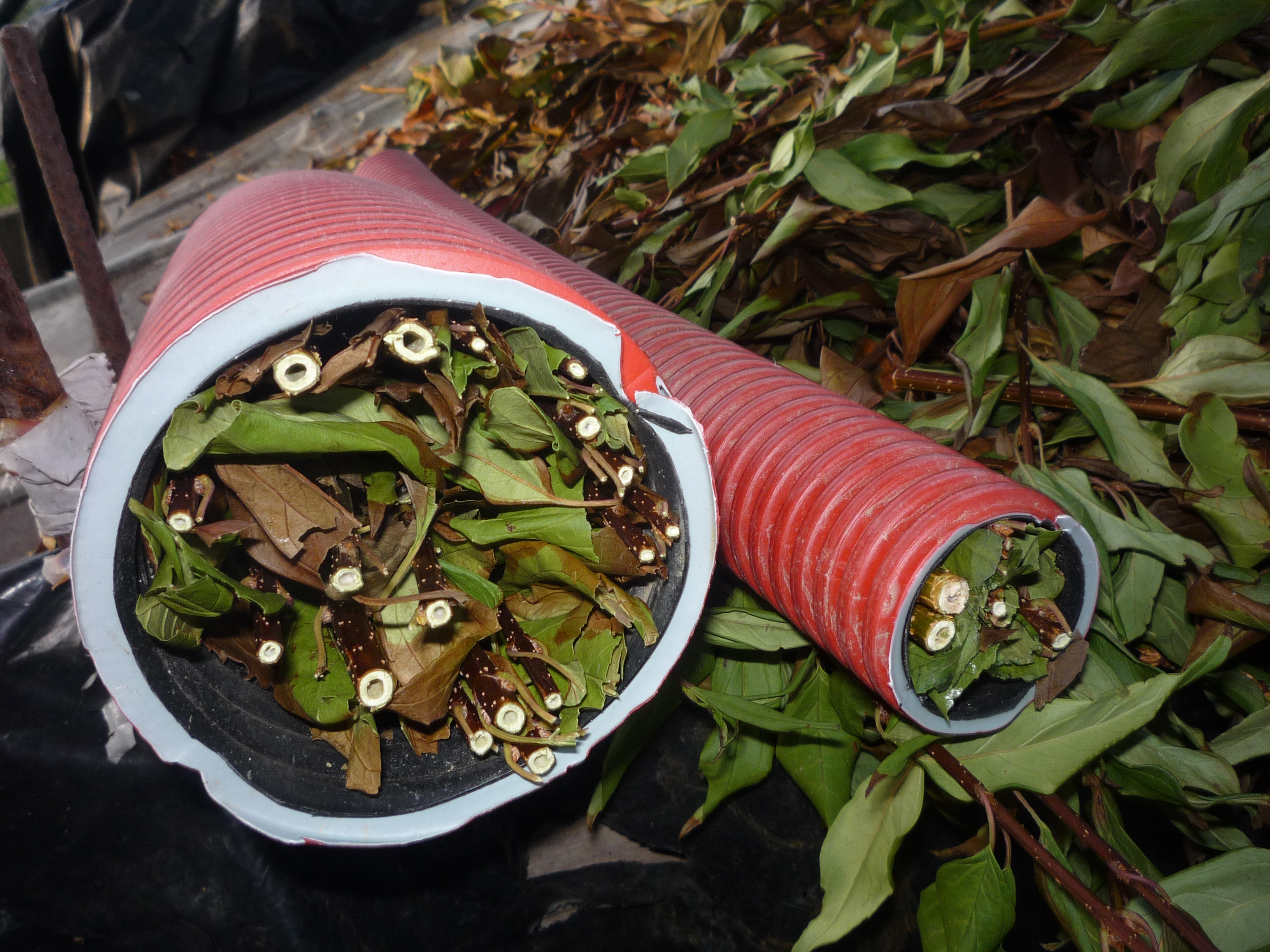
Ebben a műanyag csőben nem csak gallyak, de levelek is vannak, ami még több rejtekhelyet kínálnak.

A rovarhotelt védett helyre tegyük, amely se nem szeles, se nem nedves. Minél szárazabb az építmény, annál ideálisabb a rovarok számára. Előnyös a déli fekvés, a fal vagy sövény előtti elhelyezés. Sok rovar már a tél vége felé aktívvá válik, a déli, védett fekvés meleg, napos helyet biztosít nekik. A jól kialakított rovarhotel nem igényel gondozást.

## A rovarok haszna

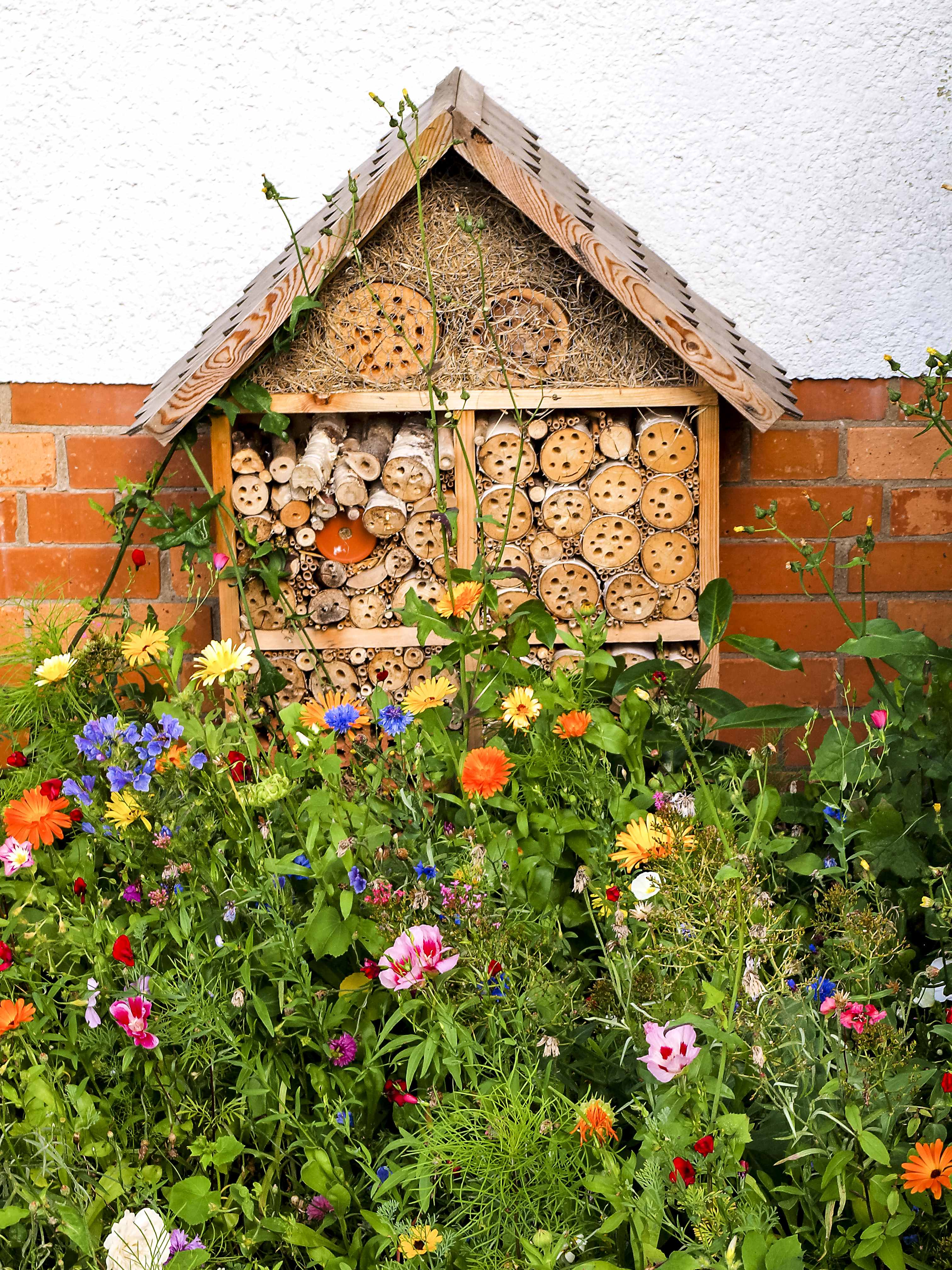
Sok rovar csak lárvakorában ragadozó, a felnőtt egyedek nektárral táplálkoznak. A legjobb módszer, hogy a kertünkbe csalogassuk őket, ha háborítatlanul hagyunk egy virágzó területet.

- A ragadozó rovarok gyakran más rovarokkal, azok hernyójával vagy petéivel táplálkoznak, elfogyasztják a kártevő lepkék hernyóit, megeszik a levéltetveket. A legtöbb rovar legfőbb ellensége éppen egy másik rovar.
- Beporozzák a növényeket, erre különösen akkor van szükség, ha olyan haszonnövényeket termesztünk, amelyeket termésükért tartunk, és beporzás nélkül nem teremnek, ilyen például a cukkini vagy az uborka.

## A rovarok kertbe csalogatása
- Kerüljük az összes rovarirtó szer használatát.
- Számos gyógynövény kifejezetten vonzza a nektárt és pollent fogyasztó rovarokat, a méheket, fátyolkákat. Ezek közül sok csak lárvakorában eszik más rovarokat, felnőve a virágokon táplálkoznak. Rovarokat vonzó növények például a levendula, cickafark, kapor, mentafajok.
- Adjunk vizet a rovaroknak is, egy edénybe tegyünk kevés vizet, és helyezzünk bele különböző méretű köveket, hogy mindenféle mélységben rendelkezésre álljon a víz. A sekély itatót gyakrabban kell ellenőrizni, mert a víz ebből hamarabb elpárolog.
- Hagyjuk vadon a kert egyik sarkát, és ezt a részt ne bolygassuk. Ezen a területen a rovarok háborítatlanul élhetnek.
- Sövénysávval vagy más módon fogjuk fel a szelet és a port. A porban nem tudnak a rovarok lélegezni és hamarabb ki is száradnak.

## Hasznos rovarok a kertben
|  | Pillangók (Papilionidae): A pillangók elhelyezése külön figyelmet igényel, érzékeny szárnyaik ugyanis megsérülhetnek a rosszul kialakított szállásban. Olyan vízszintes vagy függőleges hasadékra van szükségük, amelyen át szárnyaik beférnek. Igen nagy termetűek is lehetnek. Nappal aktívak. |
|  | Éjjeli lepkék avagy bagolylepkék (Noctuidae): Bár az éjjeli lepkék hernyói közül sok kártevő a kertben, az éjjeli lepkék mégis elengedhetetlenek az éjjel nyíló virágok beporzásához, mint például a parlagi ligetszépe (Oenothera biennis) vagy a japán lilaakác (Wisteria floribunda). |
|  | Katicabogarak (Coccinellidae): A katicabogaraknak mintegy 3000 különböző fajtája van, ezek apró puhatestű rovarokkal táplálkoznak, többek között levéltetvekkel, pajzstetvekkel és takácsatkákkal, megeszik mind a kifejlett állatokat, mind a lárvákat. Egy részük kifejezetten lisztharmatgombákra specializálódott. A katicabogarak a zegzugos ágkötegeket szeretik, az ilyen helyen különösen jól érzik magukat, és a hibernálódáshoz is ezt választják. Ha ilyenre akadnak, akkor akár csoportosan is áttelelnek, ami a segíti a kertben való felszaporodásukat. |
|  | Magányos méhek (Apoidea): "Az Európában élő mintegy kétezer beporzórovar-faj többsége a méhek, ezen belül is a magányosan élő fajok közül kerül ki. Ezek a nem támadékony, bölcsőkamráikat partfalakba, talajba, korhadó fába mélyítő állatok nélkülözhetetlenek a vadon élő és a termesztett kultúrnövények beporzásában [...] Míg a házi méhek akár több tízezres kolóniáinak termetes faodvakra – még inkább az ember által biztosított kaptárakra – van szüksége, a magányos fajok ujjnyinál nem vastagabb lyukak védelmére bízzák utódaikat. Ezekbe a szűk járatokba a nőstény méhek nektárt és virágport, a darazsak elsősorban megbénított hernyókat halmoznak fel, erre petéznek, majd a bölcsőket sárdugóval zárják le. A kikelő lárva a felhalmozott táplálék elfogyasztását követően bebábozódik, végül a kikelő kifejlett rovar kirágja magát a sárdugón, és megkezdi néhány hetes felnőtt életét.” A magányos méhek fajgazdagsága a néhány milliméterestől a poszméh nagyságúig terjed, faj- és méretgazdagságuk lehetővé teszi, hogy a legkülönfélébb növényeket is be tudják porozni, amire a házi méhek önmagukban nem képesek. 2–10 mm-es lyukak fúrjunk farönkbe, ágakba vagy használjunk nád- vagy bambuszköteget, ha nyomon akarjuk követni a lárvák életét, használhatunk kémcsövet is, ezt látvány-méhecskehotelnek nevezik. A lyukakat kissé haránt-irányban fúrjuk, hogy a csapadékvíz ne folyjon be a belsejükbe. Ügyeljünk továbbá arra, hogy a szállók bejárata mindig sima felületű legyen, hogy a betérő rovarok érzékeny teste ne sérüljön meg. A fába fúrt szűk járatokba a kolóniába élő méhek és darazsak nem tudnak beköltözni, ezért ezeket nem is vonzza a rovarhotel. A legjobb módszer, hogy méheket csalogassunk a kertünkbe, ha a lehető legtöbb virágzó növényt ültetünk vagy hagyunk nőni a kertünkben, díszvirágokat, vadvirágokat, cserjéket és fákat is. |
|  | Fürkészdarazsak (Ichneumonidae): A kifejlett fürkészdarazsak virágporral és mézharmattal táplálkoznak, ezért elengedhetetlenek a kertben ernyősvirágzatúak. Háborítatlan csalánosokban bújnak meg, az avarban, fakéregben vagy fűhalmokban telelnek át. A nőstények petéiket más rovarok lárváiba rakják, azok pedig belülről falják fel. Egyetlen nőstény 200-1000 lárvába rak le petéket. |
|  | Futrinkák avagy futóbogárfélék (Carabidae): A futrinkáknak igen sok csoportja van és sokféle méretben megtalálhatók. Éjjel keresik táplálékukat: a káposztalepke lárváit, hernyókat, csigák és meztelencsigák petéit. „A bogarak testsúlyuk akár háromszorosát is képesek elfogyasztani a táplálkozásuk során. A zsákmányállatok (valamint azok lárvái és petéi) között a legkülönbözőbb hernyók, csigák, drótférgek, cserebogárpajor, krumplibogár stb. találhatók; a futrinkák lárvái szintén ragadozó életmódot folytatnak.” Nappal kövek alatt vagy a gazdagon takart, nem zavart talajrészeken pihennek. |
|  | Pókok (Araneae): A pókok mindegyike ragadozó, élelemszerzési módszerük viszont igen változatos. Egy részük hálót sző és avval kapja el áldozatás, más részük ugyan termel hálófonalat, zsákmányát viszont futva vadássza le. Akár jól megtermedt hernyókat is képesek elfogyasztani, mivel emésztésük részben külső emésztés. A ház körül az egyik leggyakoribb pók a márványos álkaszáspók (Holocnemus pluchei). |
|  | Pinceászkák (Porcellionidae): A pinceászkák állati tetemekkel táplálkoznak, hasznosak, ugyanis az elhullott élőlény anyagait visszajuttatja a talajba. Elsősorban a téglák és cserepek közötti réseket kedvelik, de megelégszenek olyan lehelyezett deszkákkal is, amelyek alatt csak egy kis rés marad számukra. A komposztban is szívesen tanyáznak. |
|  | Fátyolkák (Neuropterida): Levéltetveket és más rovarokat fogyaszt, lárváit is ezek közé teszi le, így a fátyolkák egész életükben szorgosan fogyasztják ezeket a kártevőket. Gyorsan szaporodnak, egy évben akár három generációjuk is kikelhet. „Egyetlen lárva egy nap alatt akár 50 levéltetvet, óránként 50 takácsatkát is képes elfogyasztani.” |
|  | Zengőlegyek (Syrphoidea): Megjelenésük változatos, de sokuk külseje a megtévesztésig hasonlít a méhekére és a darazsakéra. A különbség, hogy a zengőlegyeknek csak egy pár szárnyuk van. A zengőlegyek levéltetvekkel táplálkoznak, petéiket a levéltetvek kolóniáiban rakják le, a kikelő lárváik pedig megeszik őket. A kifejlett egyedek evvel szemben nektárral és pollennel táplálkoznak. |
|  | Százlábúak (Chilopoda): A százlábúak mind ragadozók, gyors mozgásuknak köszönhetően jó vadászok, bármit megesznek, amit el bírnak kapni, még a földigilisztát is. Éjjel aktívak, nappal árnyékos, nedves repedésekben húzzák meg magukat. Magányosan élnek, de némely fajuk a petéit magával viszi a testén és gondoskodik róluk. Nálunk a leggyakoribb a barna százlábú (Lithobius forficatus). |
|  | Szitakötők (Odonata): A szitakötők mindig vízközelben fordulnak elő. Falánk ragadozók, amelyek nagy hatékonysággal irtanak minden rovart. A nőstény petéit vízbe vagy vízi növényekre rakja, a lárva maga is ragadozó, és minden nála kisebb élőlényt elfogyaszt. |
|  | Szentjánosbogarak (Lampyridae): A lárvák mérgező harapásukkal ölik meg a csigákat és rejtekhelyeiken fogyasztják el őket. Ellenben a kifejlett példányok nem táplálkoznak és csupán 2-4 hetet élnek. |
|  | Imádkozó sáskák (Mantidae): Az imádkozó sáskák nam csak a talajon vadásznak, tüskék fogólábaikkal a repülő rovarokat is elkapják. Nekik maguknak is van szárnyuk, de ritkán repülnek, inkább mozdulatlanul várják a zsákmányt. Megfigyelések szerint még apróbb gyíkokat, sőt madárfiókákat is megtámadnak. Egyes nőstények a hímeket a párzás során felfalják, de a peték lerakása után a nőstények is elpusztulnak, nem telelnek át. A petéket növényekre ragasztják. |

## Galéria

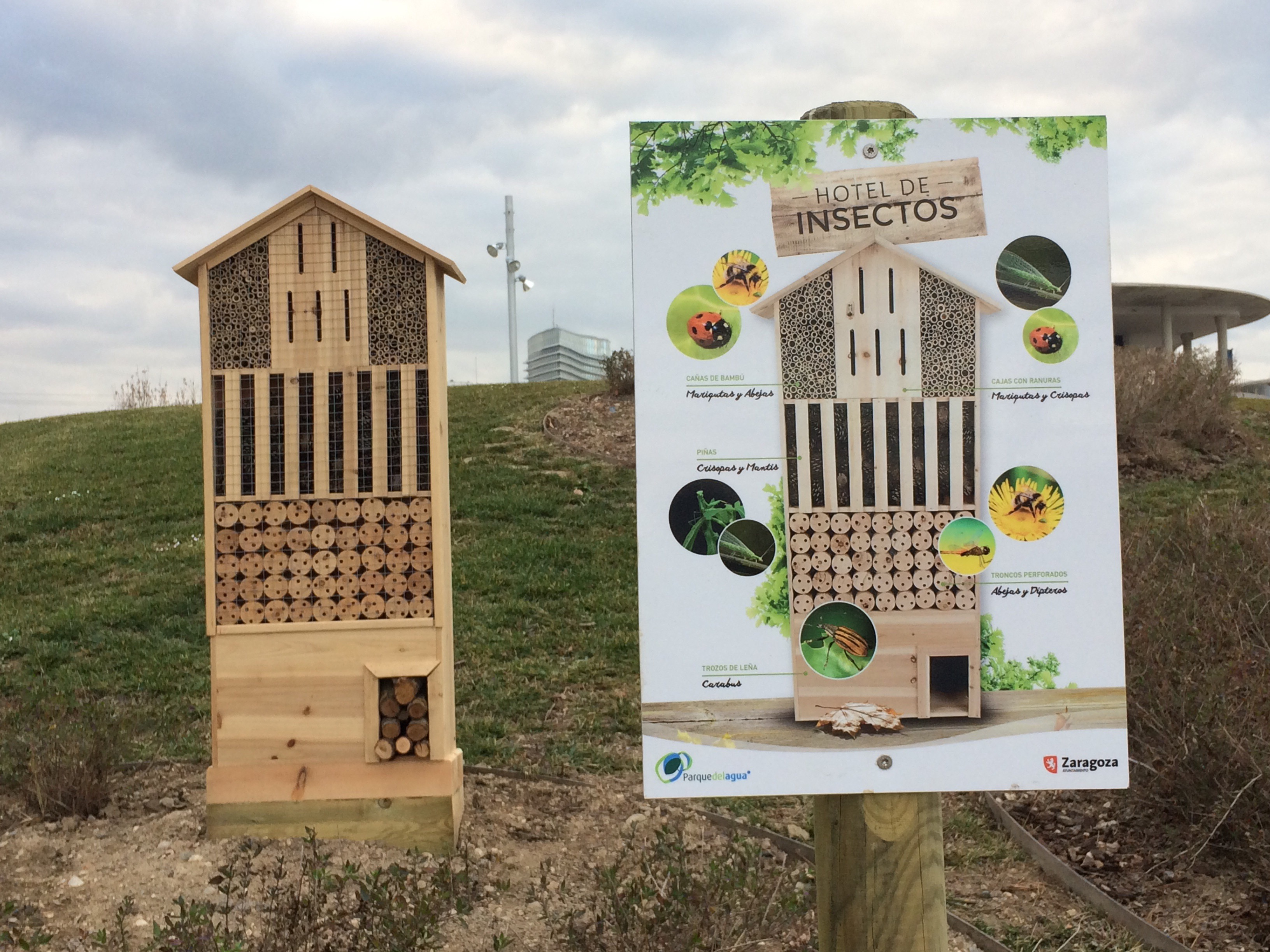
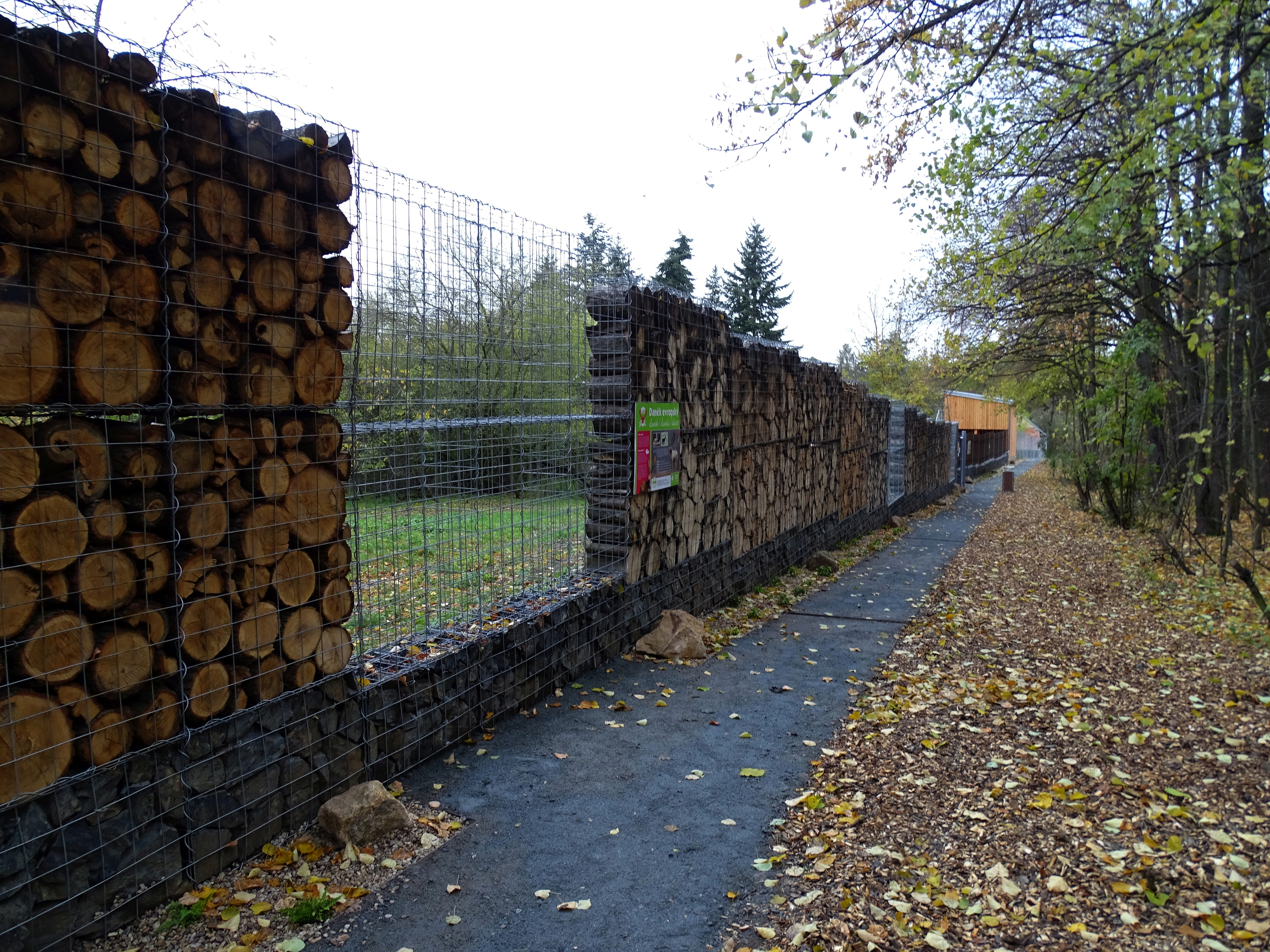
Egy ötletes megoldás, amely több funkciót is betölt: kerítésből kialakított rovarhotel.
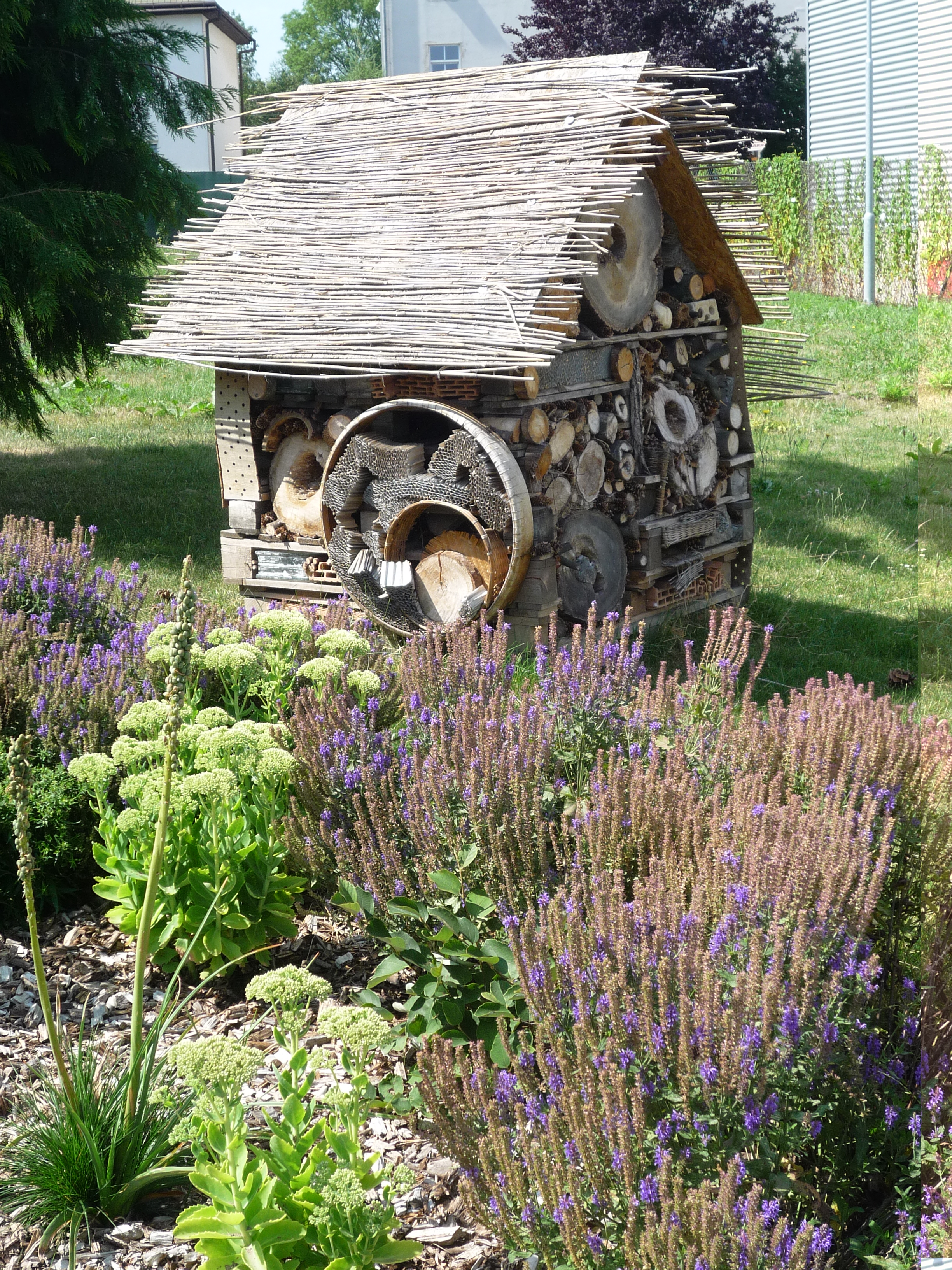
A virágágyás mellett elhelyezett bogártanya, amely egy kúthoz hasonlít.
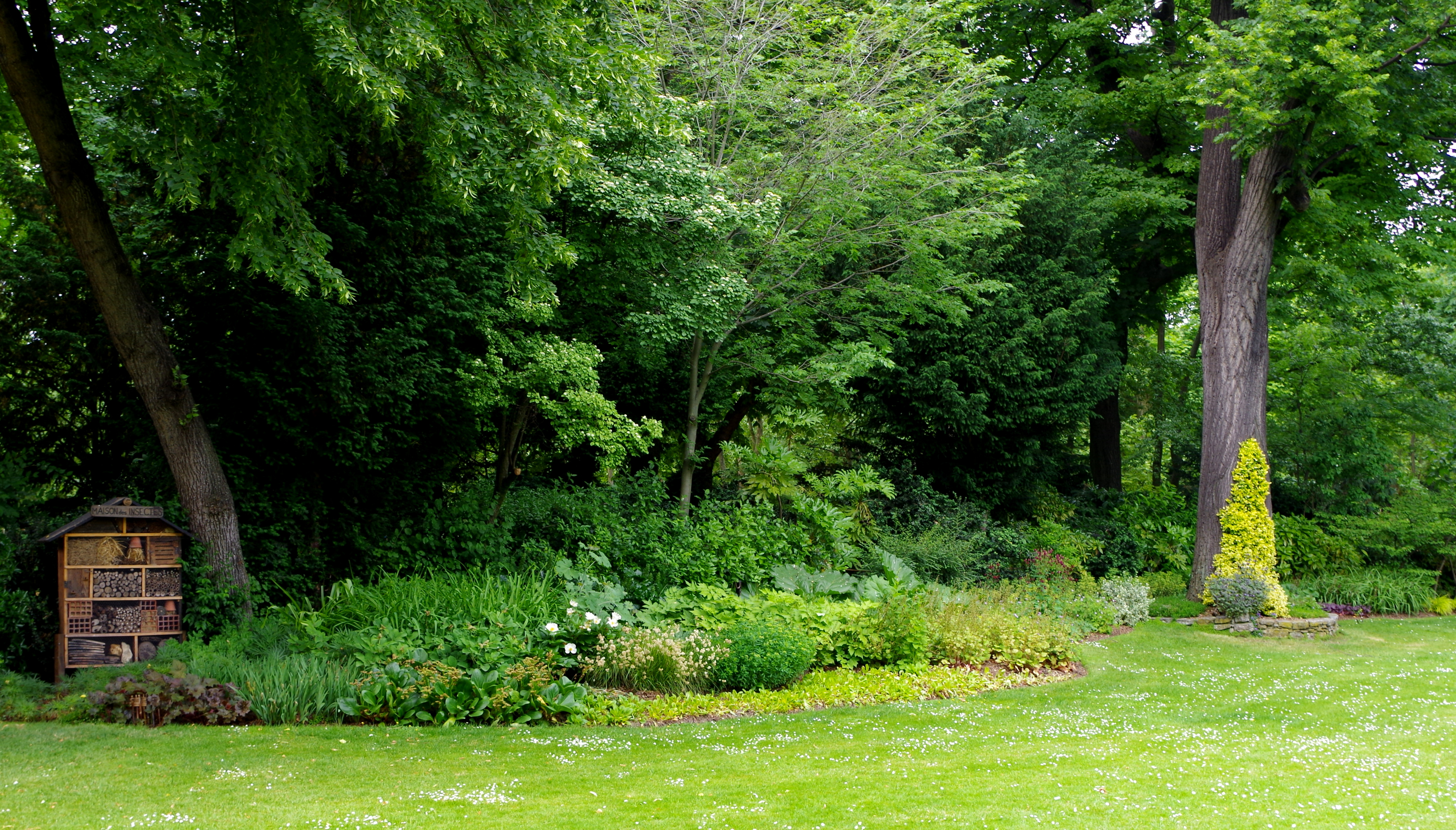
A park háborítatlan részében eldugott rovarhotel festői környezetben.
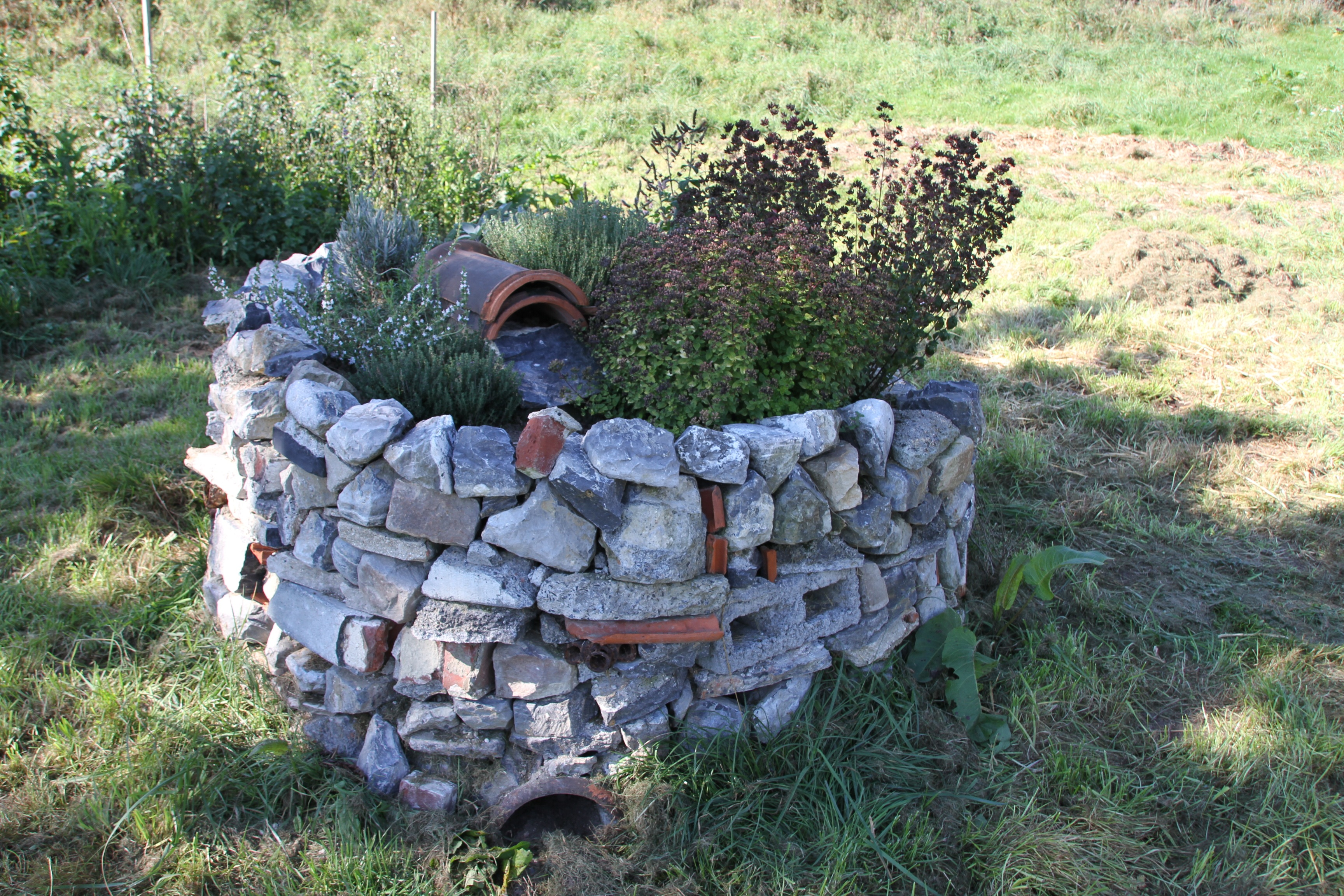
Kövekből készített karima, egyszerre magas ágyás és otthona számtalan élőlénynek.
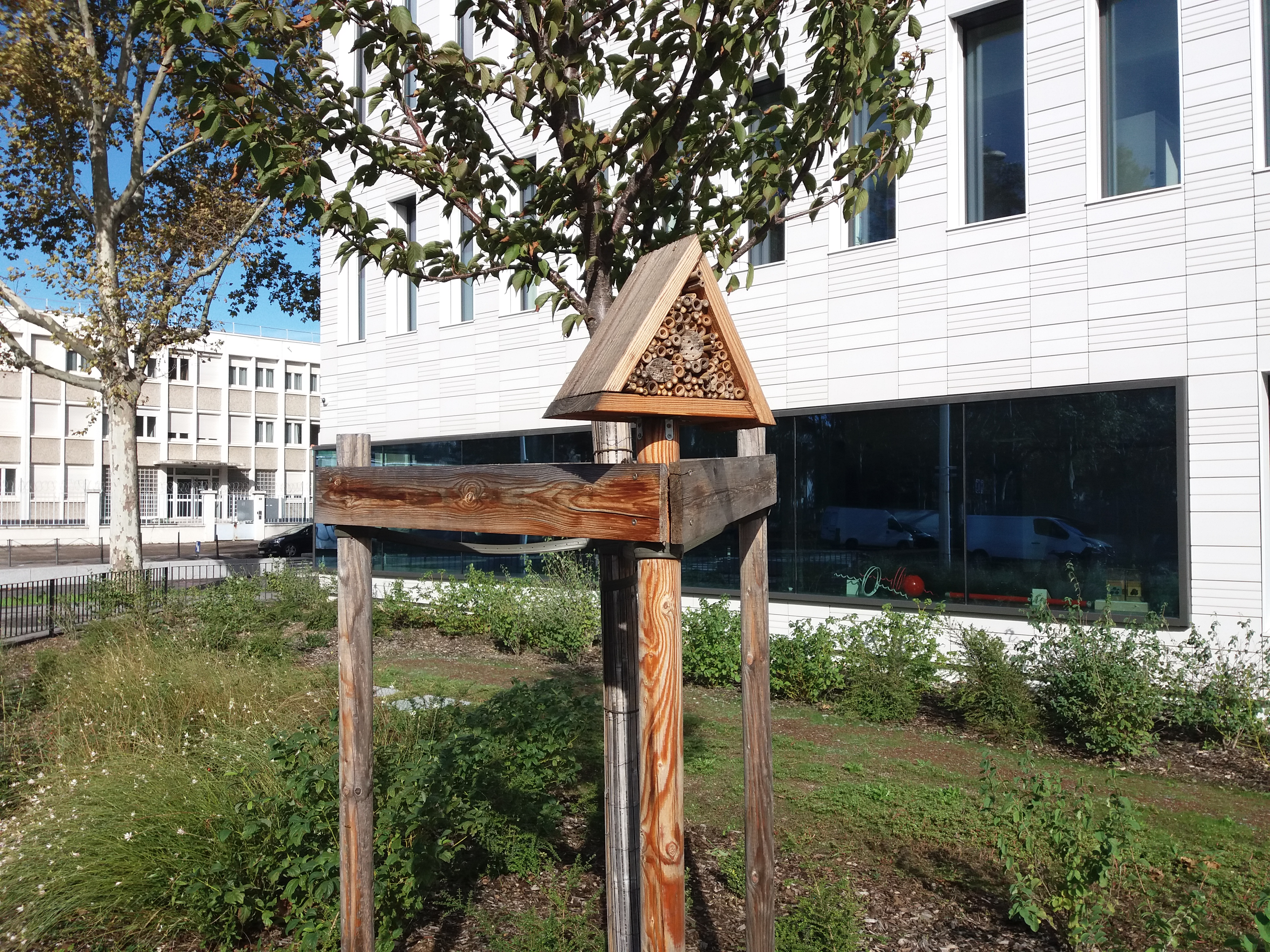
Egy egészen apró hotel, amely a belvárosban is helyet kaphat.
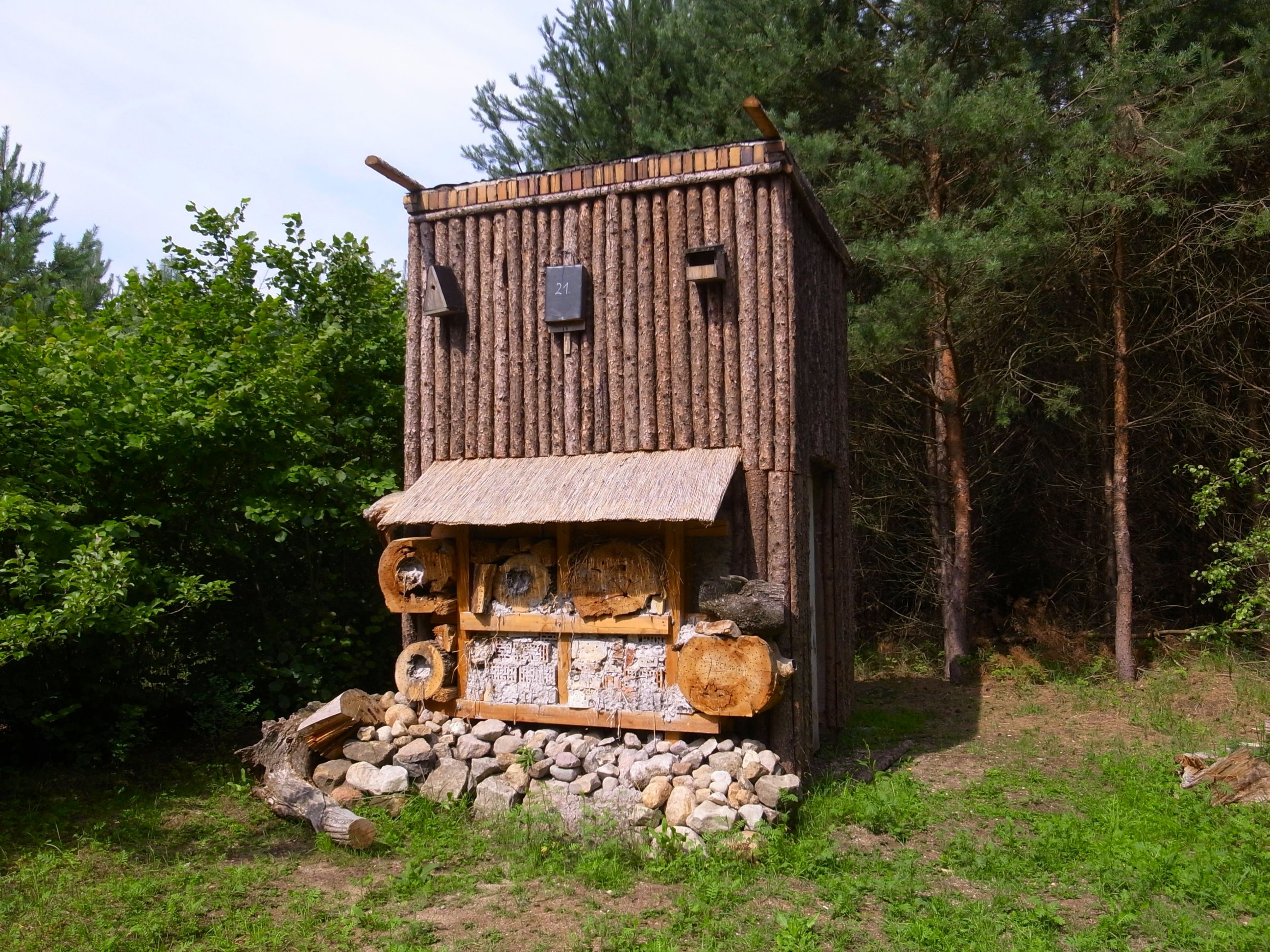
Ennek az épületnek a fala nem csak a rovarhotelnek ad helyet, de két madárodúnak is.
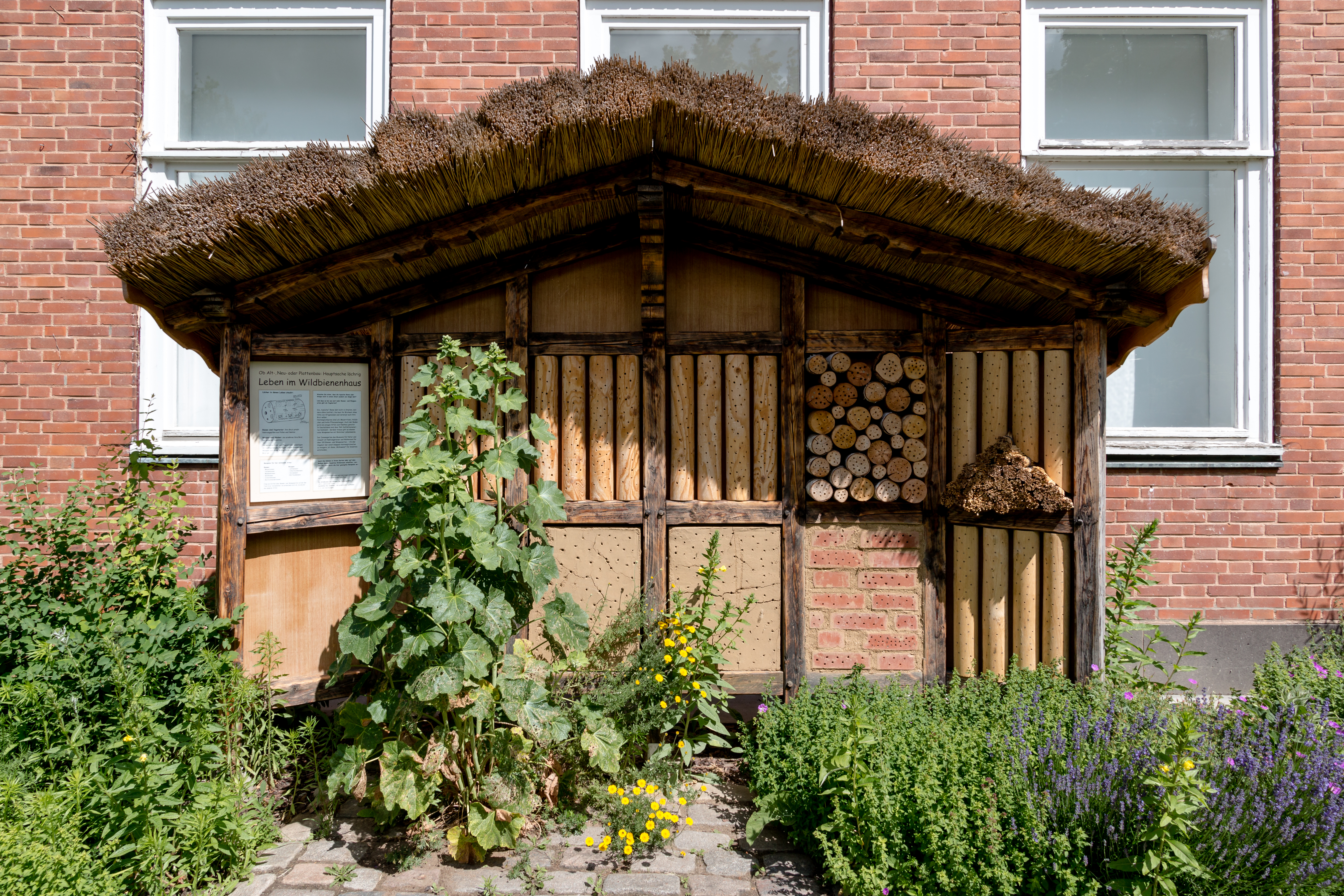
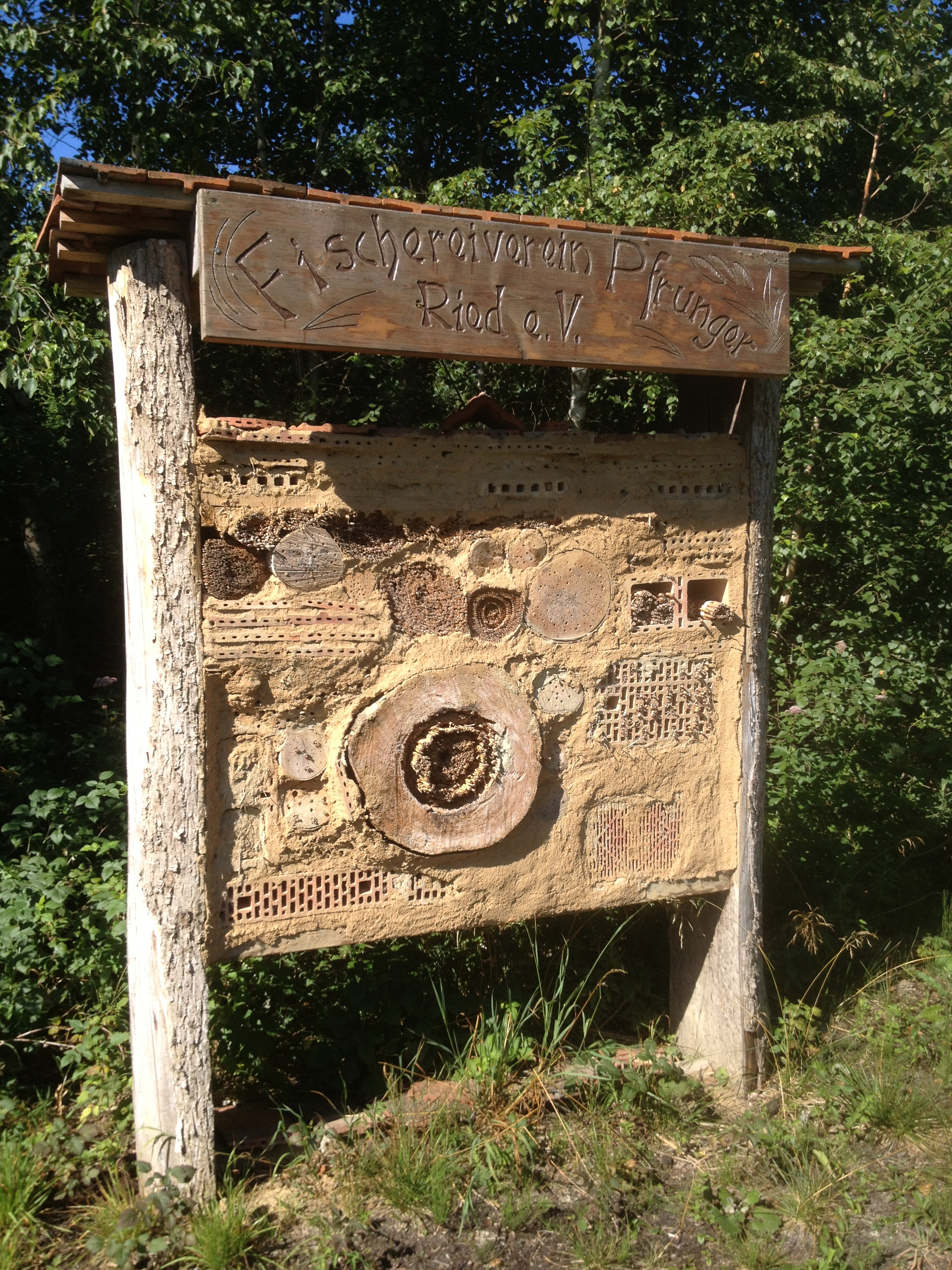
Az építmény vázát nem csak fa adhatja, itt az elemeket vályog fogja közre.
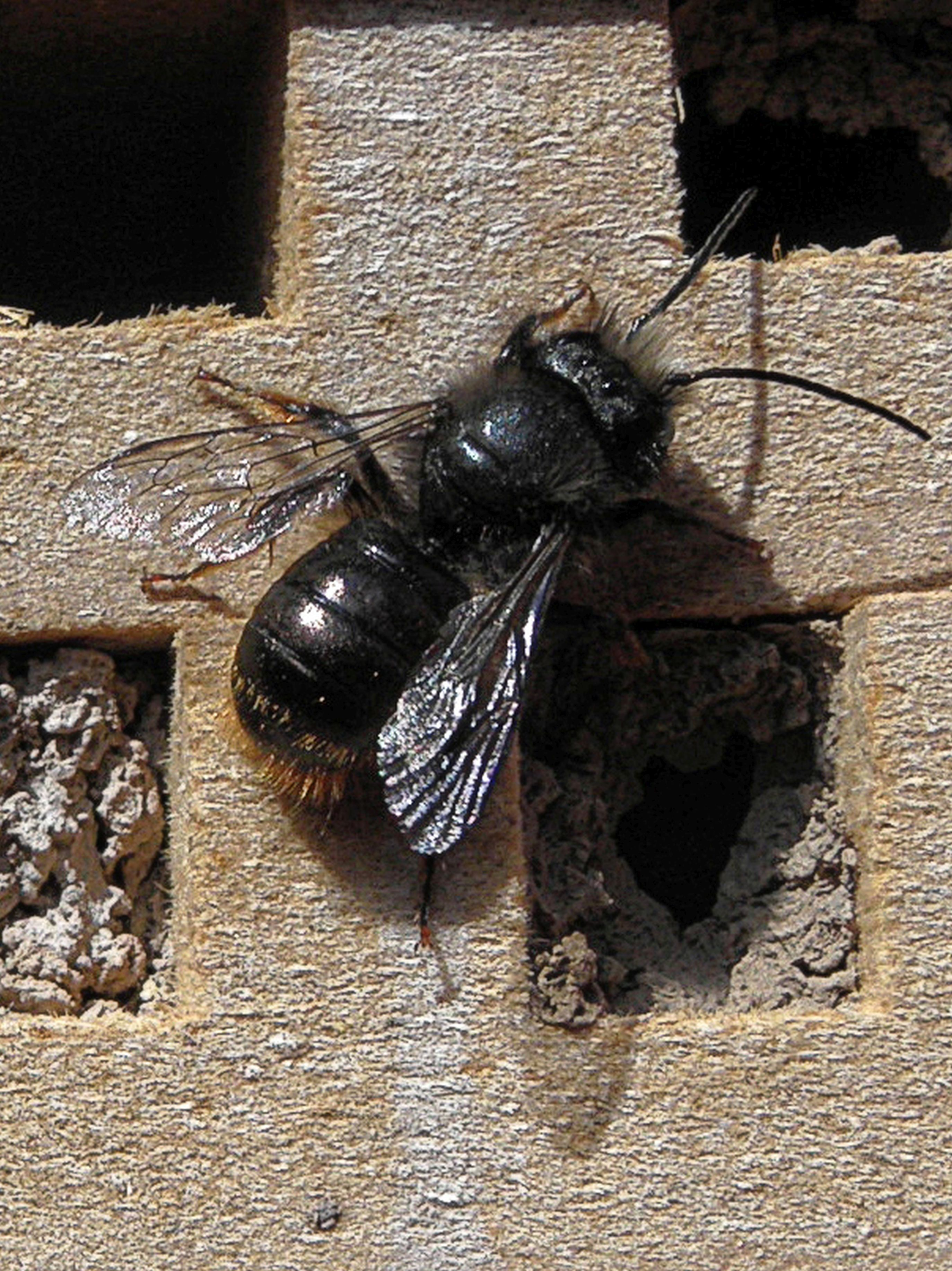
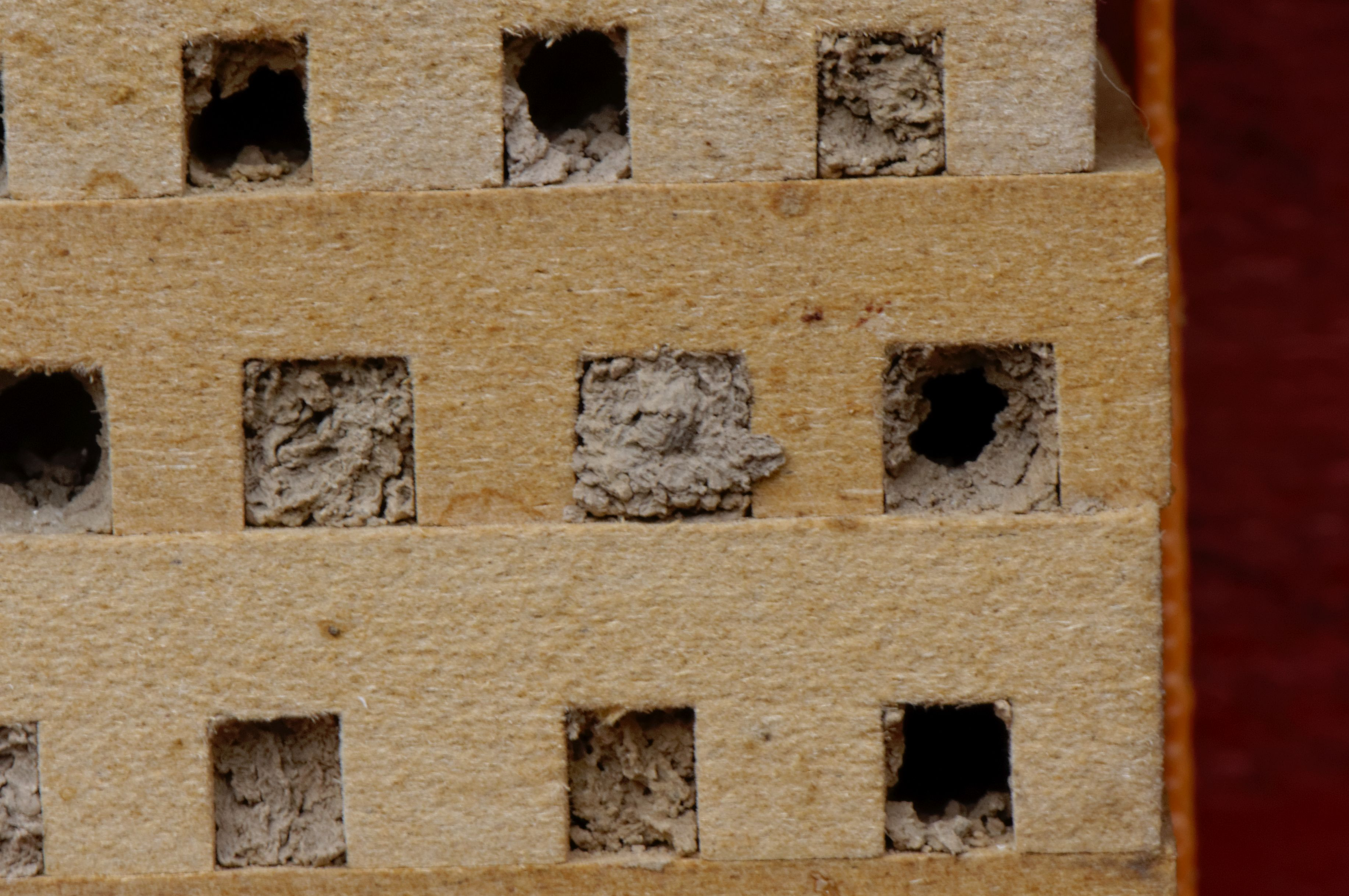
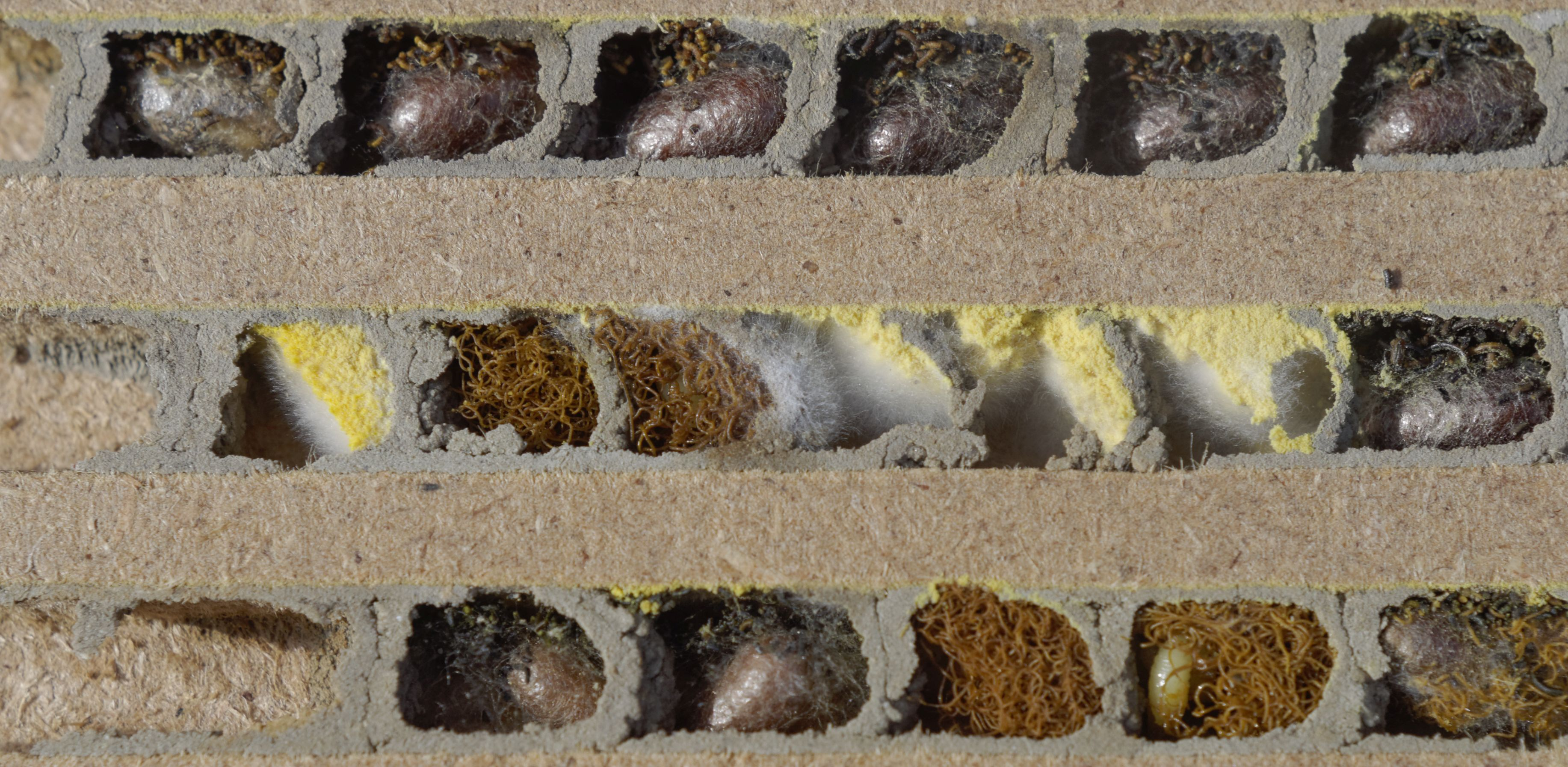